# Маккартни, Пол
Сэр Джеймс Пол Макка́ртни (англ. James Paul McCartney; род. 18 июня 1942, Ливерпуль, Англия, Великобритания) — британский музыкант, мультиинструменталист, писатель и продюсер. Один из основателей группы The Beatles. 16-кратный обладатель премии «Грэмми».
В 2011 году признан одним из лучших бас-гитаристов всех времён согласно опросу, проведённому журналом Rolling Stone среди читателей, заняв 3-е место. В списке редакции этого журнала 2020 года занял 9-е место. Его голосовой диапазон составляет более четырёх октав. Является левшой, а поэтому играет на леворуких гитарах.
Дуэт Леннон — Маккартни стал одним из самых влиятельных и успешных авторских союзов в истории современной музыки. Пол Маккартни неоднократно включён в Книгу рекордов Гиннесса, в частности, как самый успешный музыкант и композитор новейшей истории: его 60 дисков имеют «золотой» статус, общий тираж синглов превысил 100 миллионов, а песня «Yesterday» удерживает первое место по числу записанных её кавер-версий (более 3700). «Mull of Kintyre» (Wings), ставший в 1977 году первым в истории британским синглом, тираж которого только в Британии достиг двухмиллионной отметки, по-прежнему возглавляет список британских бестселлеров всех времён.

## Ранние годы
Пол Маккартни родился 18 июня 1942 года в ливерпульской клинике Уолтон (Walton Hospital) на Райс Лейн, где его мать Мэри работала медсестрой в родильном отделении. Ирландец по материнской и отцовской линии, Пол был крещён в римско-католической церкви, но Мэри (католичка) и отец Джеймс Маккартни (протестант, позже агностик) воспитывали сына вне религиозных традиций. В 1947 году Мэри Маккартни стала акушеркой по вызову. Это была тяжёлая и изнурительная работа, её могли вызвать в любое время дня и ночи, но это позволило семье переехать в район Сады сэра Томаса Уайта в Эвертоне; эту квартиру Мэри получила вместе с новой работой. Семья не нищенствовала, но жила очень скромно: Джеймс Маккартни во время войны работал на оружейном заводе, но после её окончания вернулся на хлопковую биржу, где зарабатывал по 6 фунтов в неделю, меньше жены, что было для него предметом переживаний. Телевизор, как вспоминал Пол, в семье появился лишь в год Коронации, в 1953 году.
В 1947 году Пол поступил в начальную школу Стоктон Вуд Роуд (Stockton Wood Road); из-за переполненности заведения многих учеников перевели в начальную школу Джозефа Уильямса (Joseph Williams Primary School) в Бель-Вейл. Здесь Пол впервые вышел на сцену, исполнив нечто (что именно, позже он вспомнить так и не смог) связанное с коронацией королевы Елизаветы Второй, был удостоен за это приза и испытал первый страх сцены. В 1954 году, сдав экзамен «11+» среди всего троих из 90 учеников, он получил возможность продолжить образование в средней школе для мальчиков под названием Ливерпульский институт.
В 1954 году семья Маккартни переехала в район Уоллэси, затем — в Спик, а в 1955 году — в Аллертон, где поселилась в доме № 20 по Фортлин-роуд. Тяжёлое потрясение Пол испытал в 1956 году после смерти матери (от рака груди). Ранняя утрата впоследствии стала одной из причин сближения Пола с Джоном Ленноном, чья мать Джулия погибла, когда тому было 17 лет. Впоследствии Пол отдавал должное многим качествам матери, не в последнюю очередь — её мечте увидеть сына выдающимся человеком. Она красиво и грамотно писала и говорила, настаивая на том, чтобы и Пол изъяснялся на «королевском английском»; благодаря ей он практически не имел ливерпульского акцента.
К четырнадцатилетию отец подарил сыну старенькую трубу, которую тот (с согласия старшего Маккартни) обменял на акустическую гитару Framus Zenith. Играть на ней Пол, будучи левшой, научился, пользуясь примером Слима Уитмана, располагавшего струны в обратном порядке. Наигрывая на своём «Зените», Пол написал свою первую песню, «I Lost My Little Girl». Как вспоминал позже Майкл Маккартни, именно отец своим подарком помог Полу оправиться от шока, вызванного смертью матери. Последний с этих пор не пропускал концерты скиффл-групп, часами слушал по ночам программы радиостанции Radio Luxembourg, разучивал хиты Элвиса Пресли и Литтл Ричарда, причём искусно копировал звёзд.
Отец Пола, в прошлом трубач и пианист (в 1920-х годах игравший в собственном оркестре Jim Mac’s Jazz Band), воспитывал сыновей в товарищеской и творческой атмосфере: все трое нередко играли вместе дома (где было пианино) и посещали местные концерты. Джеймс Маккартни, начавший работать с 14 лет, в 62 года вышел на пенсию и получал 10 фунтов в неделю. Это не помешало ему «…быть замечательным отцом, для которого образование детей имело первостепенное значение». После смерти жены Джеймс Маккартни сразу же привлёк сыновей к активной деятельности. «Он быстро вывел нас из детского состояния. К 12-летнему возрасту я был уже фактически мелким коммивояжёром: „Тук-тук, не хотите ли стать клиентами нашего садового клуба?“», — вспоминал Пол. Такое воспитание сыграло впоследствии важную роль: Маккартни всегда чувствовал себя легко в общении с людьми. Как писал А. Голдман, —
Трое мужчин разделили между собой работы по дому. Пол и Майкл разводили огонь и накрывали на стол, Джим занимался готовкой. Одновременно с этим всем троим пришлось привыкать к режиму строжайшей экономии… С детства отмеченный бедностью, Пол, даже став миллионером, навсегда остался очень экономным. Однако самым удивительным в воспитании Джима было то, что он сумел сделать сына уравновешенным человеком. Вращаясь с самых юных лет в мире шоу-бизнеса, где многие теряют голову, Пол Маккартни за всю свою жизнь не сделал ничего такого, что могло бы поставить под угрозу его удивительно успешную карьеру.А. Голдман. Жизни Джона Леннона:72
После смерти матери дом Маккартни наполнился родственниками; одной из самых заботливых была тётушка Джин, также впоследствии упомянутая, вместе с мужем, в репертуаре Маккартни («Let 'Em In»), но для Пола здесь воцарилась «ужасающая пустота». При всей своей общительности, в школьные годы он много времени проводил в одиночестве, чаще — на природе, бродя по полям или влезая на деревья (воображая таким образом, будто готовит себя к службе в армии; отчасти воспоминания об этих приключениях отразились в песне «Mother Nature’s Son»). Другим знаменательным его увлечением стали продолжительные поездки к центру города на втором этаже автобуса: эти впечатления нашли себе отражение во многих известных песен The Beatles, в частности, в «A Day in the Life» (где герой садится наверху, закуривает сигарету и погружается в сон) или «Penny Lane» — куда бы ни направлялся Пол, в школу или в гости к друзьям, — первым делом автобус проезжал именно эту улицу.
С подачей документов в университет Пол опоздал: не был знаком с порядком их оформления. Своим литературным образованием он был обязан школьному учителю, а также известному местному театральному деятелю Алану Дёрбанду, который заинтересовал своего ученика Чосером и Шекспиром. Прочтя «Гамлета», Пол «возомнил себя театральным режиссёром»: он стал ходить в театры («Liverpool Playhouse», «Royal Court») и принялся прочитывать одну за другой пьесы: О. Уайльда, Т. Уильямса, Б. Шоу, Шеридана и Харди. Свою единственную пятёрку на выпускных экзаменах он получил по литературе.

## The Quarrymen
Один из школьных приятелей Пола, Айвен Воуэн, временами игравший в группе Джона Леннона The Quarrymen, пригласил Пола на выступление ансамбля в холле церкви Святого Петра в Уолтоне. Первая встреча Маккартни с Ленноном произошла 6 июля 1957 года. Сам Маккартни так рассказывал о спонтанном прослушивании, устроенном ему участниками ансамбля: 
Джон был уже навеселе, он стоял у меня за спиной, наваливаясь на плечо, и дышал перегаром. Все мы успели выпить. Я думал: «Чёрт, а это ещё кто такой?» Но ему нравилось то, что я играл, — «Whole Lotta Shakin' Goin' On» в до-мажоре, а ещё я знал «Tutti Frutti» и «Long Tall Sally». Потом я заиграл на гитаре, держа её по-своему. Я сыграл песню «Twenty Flight Rock», все слова которой я знал. «Куорримен» были потрясены тем, что я действительно знаю и умею петь эту песню. Вот так я и попал в «Битлз».
Первым делом Пол научил Джона настраивать гитару: до этого тот платил деньги соседу, имевшему музыкальное образование, чтобы тот за него проделывал эту работу. Джон использовал двупальцевые аккорды для банджо, которым научила его мать Джулия. Пол знал намного больше аккордов, но, поскольку он был левшой, партнёру приходилось проделывать сложную работу по зеркальной расшифровке техники визави. Завязавшаяся между Маккартни и Ленноном дружба была негативно встречена родственниками: тётя Мими, воспитывавшая Джона, считала Пола выходцем «из низов», Маккартни-старший с опаской относился к Джону («Ох, сын, вовлечёт он тебя в какие-нибудь неприятности!»). Но Джон и Пол начали быстро сыгрываться и уже летом 1957 года на летних каникулах приступили к совместному написанию песен — в доме на Фортлин-Роуд, приходя туда часа за три до возвращения Джеймса Маккартни с работы. Пол вспоминал, что к сочинительству они приступили всерьёз и первым делом завели тетрадку, на каждой странице которой выводили: «Оригинальная композиция Леннона-Маккартни». «Мы сразу стали рассматривать себя как новый великий авторский дуэт!» — говорил он. Первой песней, текст и аккорды которой появились в тетради, была «Too Bad About Sorrows»; далее шли «Just Fun», «In Spite of All the Danger» и «Like Dreamers Do» (которую Пол считал «очень плохой» и отдал на исполнение Applejacks). Чуть лучше, по его словам, была «One After 909», и, наконец, появилась «Love Me Do», своего рода кульминация: «наконец-то песня, которую можно было записать».
Ещё в 1954 году, направляясь в автобусе в школу, Пол случайно познакомился с Джорджем Харрисоном, жившим неподалёку, с которым вскоре сдружился. Теперь он уговорил Джона принять юного приятеля в Quarrymen, тем более, что сам скептически относился к музыкальным способностям Стюарта Сатклиффа, школьного друга Леннона. К 1960 году, перебрав несколько названий, группа под названием The Silver Beetles направилась в Гамбург, где сократила название до The Beatles.

## The Beatles
Джим Маккартни не хотел отпускать сына, но вынужден был согласиться, когда Пол заявил, что будет зарабатывать до 10 шиллингов в день: аргумент оказался весомым для отца, после войны испытывавшего хронические денежные трудности. В Гамбурге, где The Beatles оказались под опекой антрепренёра Бруно Кошмидера (в прошлом — циркового клоуна), Пол вырос из самодеятельного музыканта в профессионала; считается, что именно 800 часов, проведённые на сцене трёх клубов этого города, и превратили The Beatles в группу мирового уровня. Первым принял The Beatles в качестве резидентов Indra. Условия проживания были ужасными: музыкантов разместили в заброшенном кинотеатре, мыться им приходилось в туалетах. Но выступления по семь дней в неделю в жёстком графике (с 20:30 до двух ночи с тремя получасовыми перерывами) стали для группы незаменимой школой сценического мастерства. Кроме того, — «Мы постоянно старались привлечь в клуб прохожих; это был своего рода учебный опыт: как завлечь тех, кто видеть тебя не желает», — вспоминал Маккартни. Затем группа перешла в Kaiserkeller: здесь график работы был более щадящим (час игры — час отдыха, посменно с Rory Storm and the Hurricanes), но музыканты оказались в самом пекле вражды между местными «экзис» (от existentionalists) и «рокерами». Впрочем, неизменно защищал «битлов» легендарный вышибала (и гангстер) Хёрст Фашер с приятелями: «Самым поразительным было для нас, когда мы узнали этих людей (а узнали мы их очень хорошо), то, что они, оказывается полюбили нас — ну просто как братьев». По словам Пола, опекавшие их бандиты едва ли не плакали, когда пришла пора расставаться.
Работа на Кошмидера завершилась вскоре после того, как The Beatles перешли в новый, конкурирующий клуб Top Ten. Произошло это в значительной мере благодаря Маккартни, который во время прослушивания произвёл на владельцев неизгладимое впечатление своими имитациями под Литтл Ричарда. В конечном итоге и обратно в Ливерпуль The Beatles отправились благодаря Полу, с Питом Бестом, устроившим пожар в комнате, откуда съезжал. Бруно Кошмидер вызвал полицию, Пол и Пит провели три часа в участке, после чего были депортированы.
В декабре 1960 года Beatles начали выступать в Ливерпуле, в частности, 27 декабря дав в Litherland Town Hall концерт, который считается поворотным в их карьере. Пол Маккартни здесь ошеломил зрителей своим исполнением «Long Tall Sally» и практически спровоцировал в зале (как писал Б. Майлз) первый всплеск битломании. 21 марта 1961 года Пол Маккартни вместе с The Beatles отыграл свой первый концерт в ливерпульском клубе Cavern. Поняв, что конкуренты по клубной сцене играют те же каверы, что и они с Джоном, он убедил последнего заняться работой над оригинальным материалом. В апреле 1961 года группа вернулась в Гамбург и здесь сделала свою первую запись: «My Bonnie» с Тони Шериданом.
До 1961 года Пол, как и Джон, играл на ритм-гитаре, а бас-гитару брал в руки лишь в тех случаях, когда Стюарт Сатклифф не мог выйти на сцену. Постоянным бас-гитаристом Маккартни стал только летом 1961 года, когда по истечении гамбургского контракта Сатклифф покинул группу. Поводом тому явился конфликт во время концерта в Гамбурге, когда (согласно биографии Боба Спитца и по словам Дот Рон) «…Стю снял бас-гитару, положил её на пол, набросился на Пола, и они отколошматили друг друга прямо на сцене». «Существует теория о том, что я будто бы выпихнул Стю из группы, чтобы завладеть его бас-гитарой. Забудьте! Никто не мечтает играть на басу — во всяком случае, не мечтал в те годы. Бас-гитара — это то, с чем стоят толстые мальчики в глубине сцены…» — вспоминал Пол. Как бы то ни было, он с этих пор и стал бас-гитаристом, получив в своё пользование инструмент Hofner 500/5, на котором играл Сатклифф. Позже, в 1962 году, он приобрёл Hofner 500/1, который стоил недорого и его (из-за симметричной «скрипичной» формы) было легко переделать под игру левой рукой.

### 1962—1963
Брайан Эпстайн, ставший в 1961 году менеджером группы, решил подписать её к Decca Records. Специально к этому случаю «Битлз» записали демонстрационную плёнку: в семи песнях партию основного вокала исполнял Пол (в пяти — Джордж и лишь в трёх — Джон). Прослушивание, состоявшееся 1 января 1962 года, оказалось неудачным. Отвергнутые лейблом, участники группы направились в Гамбург (где узнали о смерти Стюарта Сатклиффа), а по возвращении подписали контракт с Parlophone Records. Незадолго до этого Эпстайн уволил Пита Беста: место за ударными занял Ринго Старр.
5 октября 1962 года вышел сингл «Love Me Do» (с «P.S. I Love You» на обороте): автором обеих песен был Пол Маккартни. Считается, что вторую из них он посвятил своей тогдашней подруге Дот Рон, но сам Пол впоследствии отрицал это, добавляя : «…Я никогда не писал писем из Гамбурга, хотя кое-кто утверждает именно это». Джон также соглашался с тем, что это была песня Пола: по его мнению, тот «…пытался написать нечто вроде „Soldier Boy“, как у Shirelles… И написал он её в Германии». Поскольку первый сингл был практически сольной работой Пола, Джордж Мартин даже настаивал на том, чтобы выпустить под «вывеской» Paul McCartney & the Beatles, но эту идею отверг сам Маккартни. Сингл поднялся в Англии до 17 места (8 апреля 1964 года, будучи выпущен в США, он поднялся на вершину хит-парада). Именно «Love Me Do» положил начало стремительному взлёту The Beatles к мировой славе. Звукорежиссёр Норман Стоун, работавший над первыми записями группы, рассказывал, что Пол с самого начала выступал в роли музыкального режиссёра, за ним всегда оказывалось последнее слово. Он был истинным музыкантом и уже тогда — настоящим продюсером.
Маккартни вспоминал, что музыканты группы не были в восторге от того, что их обожали девушки. «Для нас главное было заниматься искусством, мы искренне старались стать своего рода художниками…» — говорил он, замечая, что именно по этой причине битлы отказались выпускать синглом «How Do You Do It?» (Джордж Мартин был убеждён, что именно эта песня принесёт группе успех). Успех ансамбля Маккартни объяснял его непохожестью. «Beatles отличались тем, что не были вульгарны. Мы были словно участниками художественного кружка; это ощущение не покидало нас после Гамбурга. Помню, мы подшутили над саксофонистом из другой группы. Когда он постучал в дверь, я схватил томик Евтушенко и начал зачитывать фрагменты, а все вокруг сидели и слушали, словно бы вникая… Саксофонист тихо вполз, извинился, так же тихо зачехлил свой сакс и бесшумно выбрался. Мы взвыли. Но вот такая дерзость и позволяла нам чувствовать себя непохожими на остальных», — позже вспоминал он.
11 февраля 1963 года в Лондоне всего за 12 часов был записан весь материал дебютного альбома The Beatles Please Please Me. Неделю спустя в ходе микширования Пол познакомился с звукооператором Джеффом Эмериком, с которым была связана впоследствии вся его творческая жизнь: Эмерик постоянно работал с The Beatles, а после распада группы стал основным звукорежиссёром Маккартни. Авторами песен на первом издании диска значились Маккартни-Леннон; позднее порядок имён был изменён на Леннон-Маккартни. Нередко Джон и Пол не более чем за час создавали композицию, взаимно «отталкиваясь» от идей друг друга. Однако некоторые ранние песни The Beatles принадлежали почти целиком кому-то из них. Так, альбом Please, Please Me открывала «I Saw Her Standing There», песня Пола, в которой Джон лишь произвёл несколько мелких изменений. Сам Маккартни так вспоминал об этом:
Помню, у меня были слова: «Ей только что исполнилось 17, и она никогда не была королевой красоты». Джон вдруг заволновался: «Что-что? Это надо изменить». Я изменил: «Ей только что исполнилось 17, ты понимаешь, что я имею в виду…» Для нас это была лишь строчка… но так как в то время нам было по восемнадцать или девятнадцать лет, то получалось, будто мы обращаемся ко всем девчонкам, которым семнадцать. Мы прекрасно отдавали себе в этом отчёт. Мы ведь сочиняли для рынка. И знали, что… многие девушки, которые закидывали нас письмами, воспримут это как нашу благодарность.
9 мая 1963 года после концерта The Beatles в лондонском Royal Albert Hall Пол познакомился с 17-летней актрисой Джейн Эшер. Этот роман длился пять лет и оказал косвенное влияние как на мировоззрение музыканта, так и на его творчество. «Это была образованная семья среднего достатка, все члены которой живо интересовались искусством. Именно они сумели пробудить у Пола интерес к классической музыке и авангарду, что в конечном итоге привело „Битлз“ к отходу от поп-рока в пользу поднимавшейся волны арт-рока»:187, — писал А. Голдман. Считается, что именно Джейн Эшер Пол посвятил свои многие известные песни, в частности, «We Can Work It Out» и «Here, There and Everywhere».

### Пол Маккартни и битломания
Прорывным мегахитом, открывшим перед The Beatles двери к мировой славе, стала «She Loves You», в течение 7 недель возглавлявшая британский хит-парад. 4 ноября 1963 года группа выступила в «Королевском варьете»: программа, которую посмотрели более 26 миллионов телезрителей, имела огромный резонанс, эффект которого газета «Дейли Миррор» назвала «битломанией».
22 ноября 1963 года The Beatles выпустили второй альбом, With The Beatles, ставший британским хитом. Основной работой Пола Маккартни здесь стала «All My Loving», которую он сочинил в автофургоне во время гастролей с Роем Орбисоном.
В январе 1964 года The Beatles дали концерты в Париже, а в феврале прилетели в США, где уже буйствовала битломания. В аэропорту состоялась знаменитая пресс-конференция участников группы. На ней блистал Леннон, но и Маккартни внёс заметный вклад. В частности, на вопрос: «Что вы скажете о движении в Детройте, цель которого — покончить с „Битлз“?» — он отвечал: «„Битлз“ начнут кампанию, цель которой будет — покончить с Детройтом». «Битлз» окончательно покорили Америку, выступив в «Ed Sullivan Show» перед 73 миллионами телезрителей.
20 марта синглом вышла песня Пола Маккартни «Can’t Buy Me Love» из фильма «Вечер трудного дня» и саундтрека к нему. Сингл собрал в США и Англии рекордное количество (3 100 000) предварительных заявок. Подобного первого тиража не знало ни одно произведение искусства и литературы. Другой песней Маккартни из того же альбома, пользовавшейся огромным успехом, была баллада «And I Love Her», на которую впоследствии было сделано более 500 кавер-версий. «Она не посвящена никому конкретно, — рассказывал Пол. — Просто песня о любви. Начать название с середины предложения („…И я люблю её“) показалось мне довольно остроумной находкой…».
Начало 1965 года Пол Маккартни провёл на отдыхе в Тунисе, где оказался по рекомендации Питера Устинова. Именно здесь он написал песню «Another Girl», позже вошедшую в альбом Help!. 14 апреля (то есть за год до того, как Леннон сделал свои первые антивоенные заявления) Пол единственным из участников группы направил приветственную телеграмму участникам «Марша мира за ядерное разоружение». «Я солидарен с вами по одной простой причине: бомбы никому не приносят добра…» — говорилось в послании.
12 июня 1965 года The Beatles были награждены Орденами Британской Империи: торжественная церемония вручения с участием королевы Елизаветы II прошла в Букингемском дворце 26 октября.
29 июля 1965 года состоялась премьера второго битловского художественного фильма «Help!», а 6 августа в Англии вышел одноимённый альбом. Центральной вещью в нём стала «Yesterday», первая песня, записанная Маккартни без участия остальных битлов, под аккомпанемент акустической гитары и струнного квартета. Согласно книге Марка Льюисона, песня существовала уже в январе 1964 года (именно тогда её, под названием «Scrambled Egg», впервые услышал Джордж Мартин). Пол в одном из интервью говорил, что сочинил мелодию ещё раньше, в 1963 году, в лондонском доме Джейн Эшер. Рэй Коулман писал в своей биографической книге:
Пол Маккартни был… главным в Beatles автором. Никто из трёх других не смог бы, да и не захотел бы написать «Yesterday». Какими бы ни были глубинные их таланты, сомнительно, чтобы Леннон или Харрисон нашли бы в себе терпение, чтобы выпестовать песню, родившуюся осенью 1963 года, и пронести её до студийного воплощения летом 1965-го. Необыкновенные решимость и дисциплина 22-летнего Маккартни позволили ему закончить эту работу.Рэй Коулман. «Маккартни вчера и сегодня»
1 октября 1965 года сингл «Yesterday» вышел на позицию № 1 в США. В Англии песня синглом издана не была. Как считал Пол, «…Джон не хотел, чтобы „Yesterday“ вышла как сорокапятка. По его мнению, это получилась бы сольная пластинка Маккартни». Сам Пол согласился, потому что это не имело для него большого значения. «К тому же эта песня портила наш рок-н-ролльный имидж», — добавлял он. Другими песнями Пола, включёнными в альбом, были «The Night Before», «I’ve Just Seen A Face», «Another Girl», «Tell Me What You See». Кроме того, именно он сочинил для Ринго партию ударных в «Ticket to Ride».
13 августа 1965 года в Нью-Йорке началось второе американское турне The Beatles. В ходе гастролей Пол встретился с Элвисом Пресли (этому предшествовала личная телефонная беседа), а также с участниками The Byrds.
1 декабря 1965 года вышел альбом Rubber Soul, ознаменовавший качественно новый этап творчества The Beatles. Самой известной песней Пола Маккартни на этой пластинке стала «Michelle» (Джону принадлежит здесь лишь срединная часть: «I love you, I love you, I love you…»). Песня, вскоре возглавившая несколько списков в категории «Лучшая песня года», синглом также не была выпущена. Сам Маккартни считал одним из главных достоинств этой композиции свой нисходящий пассаж на бас-гитаре («Мне это напомнило Бизе», — говорил он). В декабре 1965 года Пол записал и издал (тиражом 3 экземпляра) Paul’s Christmas Album, специально для Джона, Джорджа и Ринго. В него вошли собранные воедино результаты шумовых экспериментов, которыми он занимался у себя дома, работая с двумя магнитофонами.

### 1965—1968: «Авангардные годы»
В 1965 году, когда у издательской фирмы Northern Songs возникли проблемы на биржевом рынке, перед участниками The Beatles остро встал вопрос о необходимости вложения финансовых средств. Леннон, Харрисон и Старр, последовав совету консультантов, приобрели недвижимость в Суррее. Маккартни отверг этот вариант («Для меня это было бы всё равно что вступить в гольф-клуб») и остался в столице, большую часть времени продолжая проводить на верхнем этаже шестиэтажного особняка Эшеров на Уимпол-стрит, где «…практически всё пространство было занято узкой односпальной кроватью и платяным шкафом. На этажерке были выставлены два рисунка Жана Кокто из серии „Опиум“, томик Альфреда Жарри и несколько гитарных медиаторов». Бо́льшую часть своих самых известных песен тех лет Пол написал именно там. Примерно в это же время, в апреле 1965 года, Пол за 40 тысяч фунтов приобрёл и собственный трёхэтажный особняк XIX века на Кэвендиш-авеню в Сент-Джонс-Вуд, располагавшийся неподалёку от студии Abbey Road. В эту свою столичную резиденцию Пол переехал окончательно после ремонта, в августе 1966 года: посетители отмечали необычайно умиротворённую атмосферу этого места, где постоянно звучала классика. Так, отказавшись стать сельским жителем, Маккартни стал завсегдатаем столичных джаз-клубов, арт-галерей и лабораторий экспериментальной музыки. Через Питера Эшера, брата Джейн, Пол познакомился с ключевыми фигурами лондонской богемы, владельцами частных галерей Джоном Данбаром и Барри Майлзом. В этой компании и стали формироваться его новые музыкальные пристрастия. Маккартни вспоминал:
У меня появилось время, чтобы вплотную заняться изучением искусства, которое заинтриговало меня ещё в юности, когда я впервые узнал о художественном эксперименте, исследовательской стороне современной культуры. Теперь во мне пробудилось ощущение, что я и сам мог бы стать частью этой художественной богемы.
Общение с новыми друзьями открыло перед ним множество возможностей. Благодаря очень музыкальной семье Эшеров Маккартни заинтересовался новыми, редкими для рок-музыки инструментами. Барри Майлз увлёк его авангардным джазом, экспериментальной симфонической музыкой, произведениями Штокхаузена, познакомил с работами итальянского композитора-авангардиста Лучано Берио, на выступлении которого в лондонском Italian Institute оба они побывали. Произведение под названием «Thema (Omaggio A Joyce)», где голос чтеца, декламировавший отрывки из «Улисса», обработанный студийными средствами, использовался в качестве музыкального инструмента, особенно заинтриговало Пола, и он приступил к аналогичным экспериментам.
Маккартни заинтересовался новыми веяниями в литературе и поэзии, а с ними — и идеями, которые сформировали основу психоделической культуры. Когда Майлс, Данбар и Эшер открыли в сентябре 1965 года книжный магазин «Индика» (как часть проекта Indica Books & Gallery), специализировавшийся на экспериментальной литературе, его первым и главным клиентом стал Маккартни, вложивший собственные 5 тысяч фунтов в оформление интерьеров. «Он приходил сюда после концерта, отбирал для себя книги и оставлял записку с перечислением взятого: сборник стихов Эда Сандерса, „Наркотики и разум“ Де Роппа, In Peace and War Ганди», — рассказывал Данбар.
Пол ходил повсюду, распустив все свои антенны-щупальца. Это был истинно светский лев: сегодня идёт на водевиль Тесси О’Ши, завтра на какого-нибудь «факельного» вокалиста, послезавтра на Корнелиуса Кардью… Джейн познакомила его и с многими режиссёрами-экспериментаторами, такими как Микеланджело Антониони. Кто бы ни прибывал в столицу, у Пола была возможность встретиться с гостем лично.Барри Майлз
Близким другом Маккартни стал и Роберт Фрезер, один из лидеров столичного художественного андеграунда, в домашнем салоне которого подавалось всё самое новейшее — от коктейлей и наркотиков до литераторов и художников. Здесь Маккартни познакомился с Энди Уорхолом, Питером Блейком и Ричардом Хэмилтоном. «Слушая их беседы, он узнавал много для себя нового о глубинной сути искусства», — вспоминал Майлз. Последний познакомил Пола с бит-поэтом Алленом Гинзбергом. «Аллен оказал на Пола влияние в том смысле, что помог осознать: в качестве художественного материала годится абсолютно всё — как для поэзии, так и для песни. Ранние битловские песни были рифмованными стишками про то, как мальчик-любит-девочку. А потом произошел резкий скачок. В ход пошли вырезки из газет, вообще всё, что попадалось на глаза», — говорил Майлз. В эти годы резко возрос авторитет Пола Маккартни в лондонских театральных и литературных кругах. Кеннет Тайнен предложил ему написать музыку для постановки шекспировской пьесы «As You Like It» в Национальном театре с Лоренсом Оливье в главной роли (правда, получил отказ). В декабре 1966 года Пола пригласил к себе домой (на Хаскер-стрит, 43) философ Бертран Рассел: их беседа продолжалась более шести часов.

Чтобы реализовать в собственной музыке новые впечатления и идеи, Маккартни снял бывшую квартиру Ринго Старра на Монтегю-сквер и оборудовал её под домашнюю студию. Сюда вселился Иэн Соммервилл, экс-бойфренд Уильяма Берроуза, взявший на себя функции звукооператора. Вскоре туда стал наведываться и сам Берроуз для изготовления своих «нарезок»; Пол заинтересовался идеями американского писателя-битника, в свою очередь, заинтересовал того собственными мыслями о возможностях музыкальной студии как художественной лаборатории. На Монтегю-сквер развернулась работа по созданию студийных эффектов, которая и сформировала «авангардный» аспект звучания альбомов The Beatles второй половины 1960-х годов. 
Барри Майлз считал, что Пол остался непризнанным авангардистом просто потому, что мало кому говорил о своих экспериментах. «А потом появилась Линда, у них родился ребенок… Вместо <Пола> в объективы попали Джон и Йоко, которые оккупировали Apple и стали там давать по два-три интервью в день. Вот все и решили, что авангардист в группе — Джон», — говорил Майлз. «В этом и состояла разница: Джон свои идеи выкрикивал с крыш высотных зданий, я свои — бормотал в гостиных», — замечал Пол.
«<Пол и Иэн> приносили мне свои петли, как кошки приносят воробьёв. Я запускал их на разных скоростях, вперёд и назад и потом выхватывал наугад», — рассказывал Джордж Мартин, 16 таких фрагментов использовавший в песне «Tomorrow Never Knows». Бо́льшая часть звуковых экспериментов того времени в песнях «Битлз», ассоциировавшихся с Джоном Ленноном, была в действительности осуществлена Полом Маккартни. К этому времени в домах своих друзей Маккартни стал диск-жокеем: он приносил как заинтересовавшие его работы авангардных авторов, так и собственные плёнки. «Мы ставили музыку, закуривали, имели перед собой стакан вина и — улетали на всю ночь: это был для нас эквивалент посещения паба», — вспоминал он.
«Странно, но при этом публика знала меня как „миловидного битла“, мастера любовных баллад, а Джон прослыл „мудрым битлом“, циником-интеллектуалом. В действительности дело обстояло в точности до наоборот», — говорил Маккартни. Осознавал это и Леннон. «Помню, приехал однажды Джон на своём роллс-ройсе из Уэйнбриджа и вздохнул: „Слушай, как я тебе завидую“», — вспоминал Маккартни. Однажды Пол поделился с Джоном желанием выпустить альбом под названием «Paul McCartney Goes Too Far» (Пол Маккартни заходит слишком далеко). Тот пришёл в восторг: «Классная идея! Обязательно это сделай!» «Но, рассчитав всё, я решил, что сделаю лучше… Hey Jude», — говорил Маккартни.

#### RevolverиSgt. Pepper’s Lonely Hearts Club Band
5 августа 1966 года вышел альбом The Beatles Revolver. Вклад в него Маккартни — «Eleanor Rigby», «Here, There and Everywhere», «Yellow Submarine», «For No One», «Got to Get You into My Life» и «Good Day Sunshine» — музыкальные критики считают выдающимся: все эти песни стали песенной классикой XX века. «„Битлз“, особенно их пластинка Revolver, будет всегда напоминать людям о кровавом и красочном, бурлящем и противоречивом двадцатом веке», — говорил Леонард Бернстайн. Незадолго до выхода альбома Пол Маккартни и Джон Леннон получили три награды Ivor Novello — за «We Can Work It Out», «Yesterday» и «Help!».
Дав последний концерт в Кэндлстик-парке, Сан-Франциско, 29 августа 1966 года The Beatles решили отказаться от гастрольной деятельности, и Пол Маккартни сконцентрировался на студийной и авторской работе. Став первым участником группы, начавшим работу на стороне, Пол написал саундтрек к фильму «The Family Way», который был издан позже под тем же заголовком и получил премию Ivor Novello.
1 июня 1967 года вышел Sgt. Pepper's Lonely Hearts Club Band, возглавивший впоследствии множество итоговых и «исторических» списков; многие специалисты считают его лучшим альбомом всех времён. Идея пластинки и авторство большинства композиций в альбоме, который, как говорил Джордж Мартин, «…перевёл The Beatles из числа обычных рок-групп в разряд музыкантов, внёсших значительный вклад в историю исполнительского искусства», принадлежали Полу Маккартни. По поводу сингла «Penny Lane»/«Strawberry Fields Forever», предшествовавшего релизу, Джеймс Олдридж заметил: «У наших рабочих нет Маяковских, Байронов и Шелли. Поэтому наиболее близкими из живых поэтов для них являются The Beatles».
27 августа 1967 года скончался Брайан Эпстайн, менеджер The Beatles. 1 сентября группа собралась в доме Пола, чтобы обсудить своё будущее, и тот предложил немедленно приступить к съёмкам фильма под названием «Magical Mystery Tour» (идея впервые пришла к нему 5 апреля на борту самолёта, летевшего в США. 11 апреля одноимённая песня уже была написана, и Полом были подготовлены наброски сценария.) Конец года группа провела, работая над реализацией этой идеи. Фильм, премьера которого прошла 26 декабря на BBC 1, подвергся разрушительной критике. Зато по итогам 1967 года The Beatles получили 4 «Грэмми», и все — за Sgt.Pepper: «Альбом года», «Лучшая современная рок-н-ролльная запись», «Лучшая звукозапись года», «Лучшее оформление пластинки». В те годы основными местами отдыха Маккартни были — сначала открытый исключительно для рок-музыкантов и приближённой к ним публики клуб «Ad Lib» (Лестер-плейс, 7, над театром Принца Чарльза), затем «Scotch of St James» и «Bag O’Nails». В последнем из них 15 мая 1967 года он познакомился с фотографом Линдой Истман (1941—1998), будущей женой и участницей Wings.
Начало 1968 года The Beatles провели у проповедника трансцендентальной медитации Махариши Махеш Йоги в Индии. Маккартни, с самого начала (в отличие от Джорджа и Джона) настроенный скептически, позже говорил: «Махариши — проходимец, мне это сразу было ясно. Единственный плюс от поездки — это десяток хороших песен, которые мы там написали». Одна из них, «Lady Madonna», вышла на А-стороне сингла (от 15 марта), возглавившего хит-парады по обе стороны Атлантики. Тем не менее, спустя 40 лет, в апреле 2009 года, Пол и Ринго приняли участие в благотворительном концерте в поддержку широкого применения трансцендентальной медитации в школах по всему миру.
30 августа синглом вышла «Hey Jude» (с ленноновской «Revolution» на обороте), одна из самых известных песен Маккартни, записанная при участии 40 музыкантов симфонического оркестра. Сингл стал всемирным бестселлером: его общий тираж в 1968 году составил 6 миллионов экземпляров. «Hey Jude, песня о Джулиане (Ленноне — сыне Джона от первого брака, к которому Пол был привязан) — гораздо более трогательная элегия о ребёнке, брошенном родителями, чем всё созданное Джоном за годы сольного творчества», — писал в 1985 году журнал Musician.

#### Последние годы The Beatles
22 ноября 1968 года вышел «Белый альбом» The Beatles, который (согласно «Книге рекордов Гиннесса») до самого конца XX века удерживал американский рекорд как самый быстро распродаваемый музыкальный альбом. Идея поместить оба диска в совершенно белый конверт принадлежала Полу Маккартни. Согласно другой версии, автором идеи был дизайнер Ричард Хэмилтон, вместе с которым Пол оформил и плакат-вкладыш. В числе наиболее известных песен Маккартни в этом альбоме — «Back in the U.S.S.R.», «Blackbird», а также «Helter Skelter», сохраняющая неофициальный «титул» самой скандально известной песни The Beatles, поскольку вдохновила Чарльза Мэнсона (как тот сам утверждал) на совершение преступлений. (Хантер Дэвис, однако, писал, что банда, совершая свои злодеяния, распевала совсем другую песню Маккартни — «Magical Mystery Tour».) Вместе с тем «Helter Skelter» (созданная как своего рода ответ Питу Таунсенду, который незадолго до этого хвалился «тяжестью» своей «I Can See for Miles») вошла в историю и как одна из первых хард-роковых композиций. В 1987 году журнал Metal Hammer назвал эту песню в числе пяти лучших, из написанных в стиле hard and heavy.
2 января 1969 года начались съёмки фильма «Let It Be». Инициатором мероприятия стал Пол Маккартни, собравший коллег в офисе Apple и призвавший их отказаться от безделья («Я сказал им: парни, давайте! Мы не можем стоять на месте. Мы должны сделать нечто, ведь мы же „Битлз“!») В конечном итоге оказалось, что именно в процессе работы над фильмом (по словам самого Пола) «группа стала распадаться на части». «Этот фильм поставлен Полом для Пола. Вот главная причина распада „Битлз“… Нам всем надоело быть музыкантами второго плана для Пола. Это началось после смерти Брайана: в фокусе объективов оказался Пол, остальных игнорировали. Мы это чувствовали. Пол — Бог, а остальные валяются где-то рядом», — говорил Джон Леннон после американской премьеры, состоявшейся 2 мая. Раскол в The Beatles оформился окончательно 28 февраля 1969 года, когда Джон Леннон предложил своего персонального менеджера Алана Кляйна на роль менеджера группы. Маккартни, наслышанный (прежде всего, от Мика Джаггера) о сомнительных аферах Кляйна, был единственным битлом, категорически возражавшим. Джон, Джордж и Ринго настояли на своём и, как выяснилось позже, совершили катастрофическую ошибку (в 1973 году они подали в суд на Кляйна, обвинив его в финансовых махинациях).
31 июля 1969 года The Beatles завершили работу над Abbey Road, своим предпоследним альбомом. Работа над ним проходила в крайне тягостной атмосфере. «Это была не прежняя, мимолетная тяжесть, …в которой ты всегда ощущал какое-то для себя пространство; нет, это была тяжесть серьёзная, болезненная, места в себе уже не оставлявшая и вызывавшая большой дискомфорт», — вспоминал Маккартни. Вышедший 26 августа, Abbey Road по итогам 1969 года получил Grammy — за продюсерское мастерство в номинации «Best engeneered non-classical recording».

8 мая 1970 года в Англии вышел последний битловский студийный альбом, Let It Be, с материалом, записанным годом ранее. Как и во всех альбомах второй половины 60-х годов, Пол Маккартни здесь — основной автор: ему принадлежат «Let It Be», «The Long and Winding Road», «Get Back», «I’ve Got a Feeling», «Two of Us». Об истории создания «Let It Be» (вышедшей синглом 6 марта), одной из своих самых знаменитых песен, Маккартни рассказывал: 
Я находился в глубокой депрессии, думаю, в значительной степени из-за наркотиков. Это был безумный отрезок моей жизни, многие вещи, как мне казалось, утратили смысл… Внутри была пустота. Я запомнил эту ночь: ложась в постель, я почувствовал себя особенно плохо. Во сне мне явилась мать, давным-давно умершая, и сказала: «Пусть всё будет так; не волнуйся, всё образуется». Я ощутил огромное облегчение. И — написал «Let it Be». Этот сон спас меня, когда я находился на самом краю бездны…
31 декабря 1970 года Пол Маккартни через своих адвокатов начал процесс о расторжении партнёрства «Битлз» и подал иск против Алана Кляйна, Джона Леннона, Ринго Старра и Джорджа Харрисона. Он считал, что ситуация, в которой оказались бывшие участники группы, не имела другого решения.

## Сольная карьера
Разрыв с коллегами по «Битлз» произвёл крайне тягостное впечатление на Маккартни (Линда даже утверждала, что распад The Beatles «разрушил» его). Уединившись с семьёй на отдалённой ферме Хай-парк неподалёку от Кемпбелтауна на западном побережье Шотландии, Пол некоторое время вёл жизнь отшельника на крошечной территории: «Две спальни и кухня, всё на одном этаже, не то чтобы грязные — но и очень уж чистыми их назвать было нельзя. Но для нас это было идеальное место, потому что находилось вдали от всего. Никто туда проникнуть не мог: а если уж проникал, то очень пугался». «Я был совершенно опустошён. Впервые в жизни ощутил себя выброшенным на свалку. Это было ужасное чувство разочарования и ощущение того, что ты больше никому не нужен, душу заполнила пустота», — вспоминал он. Маккартни говорил позже, что то были едва ли не худшие дни в его жизни: он пристрастился к алкоголю и наркотикам. «Спасением, как всегда, явилась музыка», — замечал он, добавляя: «Семья… не просто помогла, она спасла меня. Был бы один — пустился бы во все тяжкие, и это бы не помогло. В домашней же обстановке всё как-то само собой обустроилось». Огромную роль в его возрождении сыграла Линда. Дэнни Сейвелл (участник Wings) считал, что, если бы не жена, Пол не вышел бы из депрессии. «Именно она подняла его на ноги после того, как ему пришлось судиться с остальными битлами. Его сердце было разбито. Он остался бы в Шотландии и там бы попросту спился. Это она сказала ему: „Ну-ка, вперёд!“».
В марте 1970 года Пол вернулся из уединения с материалом своего первого сольного альбома, записанного на четырёхдорожечной аппаратуре от EMI. В апреле 1970 года альбом McCartney поднялся на вершину списков Биллборда; здесь он продержался 3 недели (и стал впоследствии дважды платиновым) и достиг № 2 в Британии. Ram (1971), записывавшийся 10 января — 15 марта в нью-йоркской студии Columbia Records, вышел уже как совместная работа Пола и Линды Маккартни. Альбом, участие в котором принял Нью-Йоркский филармонический оркестр, возглавил британский хит-парад, а также стал вторым в США. Синглами из него вышли «Another Day» (№ 2 Великобритания, № 5 США) и «Uncle Albert/Admiral Halsey» (№ 1 США). Последний, кроме того, по итогам года удостоился Grammy в номинации «Лучшее вокальное исполнение». Реакция прессы на два первых сольных альбома Маккартни была негативной. Джон Леннон выразил общее мнение критиков, назвав первый из них «мусором». Кроме того, фрагменты текста песни «Too Many People» и оформления обратной стороны обложки Ram (с двумя совокупляющимися жуками, вызвавшими в прессе инсинуации по поводу «намёка на то, как к нему относились в Beatles») возмутили Леннона, и он ответил тирадой «How Do You Sleep?», песней из альбома Imagine. Маккартни признавал: «Да, это был серьёзный удар. Стало очень грустно: мы ведь любили друг друга — хотя на тот момент вряд ли такое можно было бы заподозрить. Но лет с шестнадцати мы были очень близкими друзьями. И вдруг — такой странный поворот. Едва столкнулись на деловом фронте, как вцепились в глотки друг другу».

### Wings: 1971—1980
Маккартни был вполне самодостаточным музыкантом, однако он остро нуждался в группе, о чём признавался позже Дэнни Лейну. «Его неуверенность в себе была очевидна, — говорил последний. — Потому что когда пытаешься сделать что-то после „Битлз“… что вообще можно тут сделать?». Некоторое время Маккартни пытался реализовать идею создания супергруппы при участии Эрика Клэптона. Когда неосуществимость её стала очевидной, он пошёл по другому пути. В августе 1971 года с Линдой, гитаристом Денни Лейном (экс-Moody Blues) и Дэнни Сэйвеллом Пол Маккартни основал супергруппу Wings. Он вспоминал:
Идея состояла в том, чтобы собрать вместе друзей, посадить всех в фургон и на этой основе создать группу. Это было довольно-таки самонадеянно. Другой хотя бы отель забронировал. Мы же находили себе ночлежки какие-то, в очень странных местах... В общем, банда ненормальных на колесах. Вопрос о создании новой группы на профессиональном уровне меня совершенно не занимал.
Декларировав полное равноправие музыкантов, Маккартни оставил за собой право решающего слова в студии («…потому что, если ты — парень из Beatles, иначе и быть не может»), но с самого начала Wings задумывались как командный проект. Насмешки по поводу участия в группе жены, которая, очевидно, не обладала выдающимися музыкальными способностями, его не беспокоили. «Она держалась молодцом, — вспоминал Пол. — Просто мы хотели быть всегда вместе и считали: кто смеет нам запретить быть вместе и в группе?».
Дебютный альбом группы Wild Life был сдержанно принят критикой, но по итогам года журнал Record World назвал Пола и Линду лучшим дуэтом. Из трёх синглов группы 1972 года два оказались запрещёнными на Би-Би-Си: «Give Ireland Back to the Irish» (он был посвящён событиям «Кровавого воскресенья» в Ирландии) и «Hi Hi Hi» (цензоров смутила строчка: «Я хочу, чтобы ты легла в постель и приготовилась к моей телесной пушке»). Говоря о первой из этих песен, Маккартни признавал, что несколько необдуманно отступил здесь от своего кредо. «Мне всегда удавались песни в основе своей эмоциональные. Как „Eleanor Rigby“, об одиночестве. Или песни о любви, как „Maybe I’m Amazed“. Это — моя сильная сторона. Мне бы и хотелось побольше написать песен протеста, но просто нет во мне этого дара… Были моменты когда я жаловался по поводу той или иной ситуации: „Give Ireland Back to the Irish“, „Big Boy Bickering“, — но вряд ли эти песни входят в число моих лучших», — признавался он в 2010 году.
В августе 1972 года Пол, Линда и Денни Сэйвелл были арестованы в Швеции за хранение наркотиков и позже оштрафованы на 800 фунтов стерлингов. После того как музыканты признались, что коноплю получают по почте из Лондона, британская полиция произвела облаву на двух шотландских фермах Маккартни и уничтожила там все конопляные посадки. Впоследствии (8 марта 1973 года в городе Кэмпбелтауне, Шотландия) Пол и Линда были оштрафованы ещё и на 100 фунтов каждый.
Альбом Red Rose Speedway (№ 4 Великобритания, № 1 США), как и предшествовавший ему сингл «My Love» (№ 9 UK), вышел как релиз Paul McCartney & Wings. 16 апреля 1973 года Маккартни выступил в телевизионном музыкальном варьете «James Paul McCartney», а затем с участниками Wings записал музыкальную тему для фильма о Джеймсе Бонде «Живи и дай умереть»: так возобновилось его сотрудничество с Джорджем Мартином (автором саундтрека), аранжировавшим и спродюсировавшим эту запись. Песня «Live and Let Die» номинировалась на премию «Оскар» и 1 июня (18 июня — в США) вышла синглом и поднялась до № 2 в США и Канаде (№ 7 — в Великобритании). Она также принесла Мартину Грэмми за его оркестровую аранжировку. Два эти релиза подняли реноме музыканта в прессе, которая при этом сохранила к нему критичное отношение. Во многом Маккартни, как сам признавался впоследствии, страдал от собственных неординарных решений: много лет спустя он признавался, что не может понять, как мог выпустить синглом такой, например, трек, как «Mary Had a Little Lamb» (№ 9 UK, 1972).
Осенью 1973 года Пол Маккартни с группой (состав которой покинули Маккалох и Сейвелл) отправился записывать новый альбом в Нигерию. Здесь ему пришлось самому исполнить партии ударных, причём впоследствии эту работу высоко оценил сам Кит Мун. В Нигерии чету Маккартни поджидали потрясения: в какой-то момент они подверглись вооружённому ограблению, позже Пол перенёс тяжёлый приступ бронхиальной астмы, сопровождавшийся обмороком. Band on the Run (вновь подписанный Paul McCartney and Wings) возглавил основные мировые хит-парады и журналом Rolling Stone был назван «альбомом года», опередив в списке The Dark Side of the Moon. В 1973 году, когда все юридические процедуры, связанные с наследием The Beatles, были завершены, Пол упомянул в прессе о невозможности воссоединения группы. «Думаю, все мы решили, что уже сделали все, что могли. Что ещё мы могли бы сделать <вместе>? Записать ещё несколько песен, добавить последнюю главу? Сколько это могло бы продолжаться? И разве не было бы это печальным зрелищем?» — позже говорил он.
28 марта 1974 года впервые после распада «Битлз» Леннон и Маккартни сыграли вместе в лос-анджелесской Burkbank Studios, исполнив «Midnight Special». 1 апреля джэм был продолжен: Джон, Пол, Кейт Мун, Харри Нилссон и группа сессионных музыкантов исполнили «Lucille», «Stand By Me» и попурри песен Сэма Кука. Позже (под заголовком A Toot and a Snore in '74) эти записи были выпущены бутлегом.
В апреле 1974 года вместе с обновлённым составом Wings Пол Маккарни обосновался в Нэшвилле, Теннесси. Здесь — при участии Чета Эткинса, Флойда Крамера, Вассар Клементс и вокальной группы Cate Sisters — был спонтанно создан новый проект, Country Hams. Группа записала три песни, включая композицию Маккартни-отца «Walking in the Park With Eloise», которая в октябре 1974 года вышла синглом. О том, что Маккартни к нему имеет отношение, мало кто знал, и релиз (который EMI сочла «неофициальным») замечен не был. В 1982 году, когда Пол включил эту песню в список своих самых любимых (для программы серии «Desert Island Disk»), сингл был перевыпущен.
В мае 1975 года вышли сначала сингл «Listen to What the Man Said» (№ 6 Великобритания, № 1 США), затем альбом Venus and Mars, который тут же возглавил основные хит-парады мира. 24 марта, празднуя завершение работы над пластинкой, Пол и Линда Маккартни собрали звёздную вечеринку на борту лайнера «Queen Mary» с участием ритм-энд-блюзовой группы The Meters, а также Боба Дилана, Led Zeppelin, Джорджа Харрисона и др. Этот спонтанный концерт впоследствии вышел под заголовком Live on the Queen Mary.
Месяц спустя Маккартни за 40 тысяч фунтов приобрёл поместье Уотерфолл в селении Рай, графство Сассекс, которое на долгие годы стало его основной резиденцией.
В январе 1976 года в студии Abbey Road Пол Маккартни приступил к работе над новым альбомом, а 20 марта с Wings начал европейский этап грандиозного мирового турне. За два дня до этого он узнал о кончине своего отца, но, проявив необычайную выдержку, не стал говорить об этом музыкантам, чтобы не срывать намеченные выступления. Вышедший в марте альбом Wings at the Speed of Sound в течение более двух месяцев возглавлял американские чарты, а позже оказался на № 17 в списке 25 самых популярных альбомов десятилетия. Вскоре после выхода тройного концертного альбома Wings Over America, возглавившего хит-парад США, журнал Rolling Stone признал Маккартни лучшим исполнителем 1976 года.
1977 начался для Маккартни завершением шестилетней тяжбы с Алленом Кляйном и Beatles. На эмоциональном подъёме он принялся записывать два альбома: сольник Денни Лейна Holly Days (он вышел 6 мая) и сборник инструментальных версий песен, вошедших в альбом Ram. Альбом Thrillington, выпущенный 29 апреля под псевдонимом Перси Триллз, остался практически незамеченным. Маккартни признался, что является автором этой мистификации, лишь в 1994 году в интервью Марку Льюисону (журнал Club Sandwich). Выяснилось, что диск был записан в октябре-ноябре 1971 года на студии Abbey Road во время работы над альбомом Wild Life.
11 ноября 1977 года (в Англии, 4 ноября — в США) вышел сингл «Mull of Kintyre» (с «Girl’s School» на обороте), ознаменовавший коммерческий пик сольной карьеры Маккартни. В Британии он побил все коммерческие рекорды, включая битловские, 9 недель возглавлял списки, разошёлся тиражом, превысившим 2,5 миллиона экземпляров. Относительная неудача в США (№ 39) «Girl’s School» (выставленной там на А-сторону) дала повод Маккартни не возобновлять контракт с Capitol и перейти на Columbia Records.
В отличие от альбома London Town (№ 2 Великобритания, № 4 США), тепло принятого критикой, которая отметила необычные, насыщенные диалектом кокни тексты Маккартни, Back to the Egg (№ 4 Великобритания, № 8 США) имел сравнительно скромный успех: его Маккартни впоследствии называл одной из своих главных неудач. Однако за композицию «Rockestra Theme» (в записи которой принимали участие, в числе прочих, Пит Таунсенд, Джон Бонэм, Джон Пол Джонс и Дэвид Гилмор) он вновь получил «Грэмми», а музыкальные критики впоследствии оценивали альбом достаточно высоко. Согласно условиям нового контракта с Columbia, гонорар Маккартни за каждый новый альбом с этих пор должен был составлять 2 миллиона долларов: это сделало его на тот момент самым высокооплачиваемым артистом в мире.
3 ноября 1979 года в лондонском клубе Les Ambassadeurs состоялось чествование Пола Маккартни, который незадолго до этого был включён в Книгу рекордов Гиннесса как «самый выдающийся композитор всех времен и народов»: автор (на тот момент) 43 песен, разошедшихся более чем миллионным тиражом, и обладатель 60 золотых дисков (42 — с Beatles, 17 — с Wings, 1 — с Билли Престоном). В том же месяце вышел в свет первый, начиная с 1971 года, сольный сингл Маккартни «Wonderful Christmastime» (с инструментальной композицией «Rudolph the Red-Nose Reggae» на обороте).
В декабре 1979 года по личной просьбе генерального секретаря ООН Курта Вальдхайма Пол Маккартни организовал серию благотворительных концертов в пользу народа Кампучии, пострадавшего от засухи. Результатом этого мероприятия явился телефильм «Rock for Kampuchea», а также двойной концертный альбом Concert for the People of Kampuchea, записанный Крисом Томасом. В мае 1980 года за организацию концертов в пользу народа Кампучии Маккартни получил Ivor Novello Special Award.

#### McCartney II
Вслед за синглом «Coming Up» (№ 2 UK, № 1 US) в мае 1980 года вышел McCartney II (№ 1 Великобритания, № 3 США): этот альбом Маккартни записал самостоятельно, сыграв на всех инструментах, главным из которых для него стал синтезатор. Первоначально пластинка задумывалась как двойной альбом экспериментальной электронной музыки, но от этой идеи EMI в конечном итоге Маккартни отговорили. Оригинальный вариант был выпущен бутлегом.
Выпуску альбома предшествовал арест Маккартни в Японии 16 января 1980 года. 11 концертов Wings были отменены, и Маккартни пришлось выплатить 1 миллион 800 тысяч фунтов промоутерам в качестве компенсации за убытки.
В октябре 1980 года в кентской студии Finston Manor Пол Маккартни подготовил (так и не изданный) сборник Hot Hits, Cold Cuts (песни Wings 1972—1979 годов, в своё время оставшиеся незавершёнными) и записал звуковую дорожку к мультфильму «Rupert the Bear».

### Смерть Джона Леннона. Распад Wings
Как вспоминал Маккартни, его отношения с Джоном Ленноном к концу 1970-х годов в целом наладились, но оставались неровными. Пол говорил, что часто звонил Леннону, но никогда не мог быть уверен в том, что будет благосклонно принят. Однажды в ответ на своё приветствие он услышал: «Да у тебя на уме только пицца и всякие сказки!» («You’re all pizza and fairytales!»). Если верить Мэй Пэнг, любовнице Леннона, тот ещё во время «уик-энда в забытьи», проведённого с ней, выражал намерение встретиться с Маккартни и записаться, однако, воссоединившись с Йоко, отказался от этой затеи.
13 августа 1980 года Маккартни, находясь на Карибах, позвонил Джону Леннону в Нью-Йорк, но секретарша (по указанию Йоко) ответила, что того нет дома (что было неправдой). Между тем, продюсер Джек Дуглас, работавший над альбомом Double Fantasy, говорил: «Насколько я помню, в те дни Джон говорил мне, что не прочь пересечься с Полом и попробовать сделать что-нибудь вместе». Так не состоялась встреча, которая могла бы многое изменить в судьбе двух музыкантов.
Последний телефонный разговор между Полом и Джоном состоялся в сентябре 1980 года: он был дружеским и спокойным. И всё же Маккартни впоследствии сожалел, что так и не встретился со своим старым другом, чтобы наконец уладить все разногласия. Разговор по телефону касался в основном семьи Джона, который, как вспоминал Пол, радовался жизни и строил планы насчёт своей дальнейшей карьеры.
В день смерти Джона Леннона Маккартни работал над песней «Rainclouds». Убийство его потрясло:
Мы, три битла, узнали эту новость утром, и вот что странно: мы все реагировали на это одинаково. Отдельно, но одинаково. В тот день мы все пошли на работу. Все. Никто не мог оставаться дома наедине с такой вестью. Мы все почувствовали желание пойти на работу и побыть с людьми, которых мы знали. Пережить это было невозможно. Надо было как-то заставить себя двигаться дальше. Я весь день проторчал на работе, но всё делал будто в трансе. Помню, вышел я из студии и ко мне подскочил какой-то репортёр. Мы уже отъезжали, и он сунул микрофон в окошко машины, крикнув: «Что ты думаешь о смерти Джона?» Измученный и потрясённый, я выдавил лишь: «Это такая тоска». Я имел в виду, тоска в самом сильном смысле, знаете, как говорят, вкладывая в одно слово всю душу: тоска-а-а-а… Но когда читаешь такое в газете, видишь только одно сухое слово.
6 января 1981 года состоялась последняя студийная сессия Wings. Как говорил Лоуренс Джубер (в интервью журналу Beatlefan), «…смерть Джона отбила у Пола охоту к концертной деятельности, ведь ему приходилось бы каждые 10 минут вздрагивать, ожидая, что какой-нибудь придурок выстрелит в него из пистолета». К тому же в апреле 1981 года Пол Маккартни получил несколько анонимных писем, где ему угрожали смертью, после чего он некоторое время отказывался от гастролей и что также всё больше приводило к распаду группы. 27 апреля 1981 года было официально объявлено о роспуске группы.

### 1981—1984
В 1981 году Пол Маккартни и продюсер Джордж Мартин приступили к записи очередного альбома в студии Air на острове Монтсеррат. Участие в этих сессиях приняли ударник Дэйв Мэттакс (Dave Mattacks), бас-гитарист Стэнли Кларк, сменивший Мэттакса Стив Гэдд (Steve Gadd), Эрик Стюарт, Энди Маккей, а также Карл Перкинс (спевший с Полом дуэтом «Get It») и Стиви Уандер («What’s That Your Doing» и «Ebony and Ivory»). Также в 1981 году Маккартни принял участие в записи посвящённой Джону Леннону песни Джорджа Харрисона «All Those Years Ago» — с Харрисоном, Ринго Старром и Элтоном Джоном.

#### Tug of War
В 1982 году он принял участие в программе «Чтобы Польша была Польшей», чтобы выразить поддержку «Солидарности». Альбом Tug of War вышел 26 апреля 1982 года, возглавил (как и сингл из него «Ebony and Ivory») хит-парады по обе стороны океана, был прекрасно принят критикой и в целом считается лучшим в сольной карьере Маккартни после Band on the Run. Заглавный трек имел антивоенную направленность (Маккартни говорил, что попытался выразить в нём протест против новой волны английского милитаризма). Одна из песен альбома, «Here Today», была посвящена памяти Джона Леннона.
В июне 1982 года Маккартни приобрёл в собственность мельницу постройки XVIII века и земельный участок, примыкавший к его поместью в Сассексе. Впоследствии здесь он оборудовал домашнюю студию звукозаписи. Незадолго до этого у него появился шанс осуществить намного более важную покупку. Лью Грейд предложил Полу и Йоко Оно за 20 миллионов (на двоих) выкупить права на песни Леннона-Маккартни, находившиеся во владении издательской компании Northern Songs. Йоко сочла цену завышенной, и проект не осуществился.
Начало 1983 года чета Маккартни провела в обществе Майкла Джексона, который прибыл из США, чтобы сняться в клипе к совместной работе «The Man» (до этого дуэт выпустил синглами «The Girl is Mine», ставшую первым синглом культового альбома Джексона Thriller, и игровую «Say, Say, Say», на которую также был снят видеоклип). 10 февраля чета Маккартни с Джексоном посетили вторую церемонию вручения Brit Awards в отеле Grosvenor, где Пол победил в номинации «Лучший британский артист 1982 года», а Джордж Мартин и Джефф Эмерик получили награду за звукорежиссёрскую работу над альбомом Tug of War. Маккартни вспоминал, что именно в этот день дал множество советов Джексону относительно ведения бизнеса, сделав упор на роково́м пункте: «Подумай о том, чтобы приобрести права на какую-нибудь музыку». При следующей встрече с Маккартни, уже в США, Джексон стал шутить: «Я куплю твои песни!»
Я и забыл об этом сразу, он ещё не раз повторил то же самое, и шутка эта что-то перестала мне нравиться. — Я отвечал ему: «Ага, здорово, отлично, молодец» — потому что ведь именно я ему это всё и посоветовал. Уж слишком нелепой казалась даже мысль о том, что твой друг, такой же, как и ты, певец, может всерьёз заявлять, будто он купит песни «Битлз»…
Два года спустя Джексон с благодарностью воспользовался некогда полученным советом и скупил авторские права на песни «Битлз» за 47,5 млн $. Исключение составили «Love Me Do» и «P.S. I Love You» (собственность Маккартни), а также «Please, Please Me», «Ask Me Why» и «Don’t Bother Me» (собственность первого издателя битловских композиций Дика Джеймса). Маккартни не раз отзывался об этом поступке как о предательстве. Кроме того… «Не очень приятно отправляться на гастроли, зная, что придется платить кому-то за исполнение собственных песен», — говорил Пол в 2006 году.

#### Pipes of Peace
В мае 1983 года Пол получил Ivor Novello Award за «Ebony and Ivory» в номинации «Международный хит года», альбом Tug of War получил премию Bambi от германской Фонографической академии.
31 октября 1983 года в Англии и США вышел альбом Pipes of Peace (№ 2 Великобритания, № 15 США), куда вошли и дуэты с Джексоном («Say, Say, Say», «The Man»). Сингл «Pipes of Peace» возглавил британский хит-парад, параллельно «Say, Say, Say» вышел на вершину американских чартов. В ноябре режиссёр Кейт Макмиллан снял клип к «Pipes of Peace» с антивоенным сюжетом. Маккартни впоследствии говорил, что это его любимый (собственный) клип всех времён.
В 1984 году Пол Маккартни написал сценарий и создал саундтрек к фильму «Передай привет Брод-стрит» («Give My Regards to Broad Street»), снявшись в главной роли. Фильм не имел успеха, но звуковая дорожка к нему возглавила британские альбомные чарты, как и сингл «No More Lonely Nights» (вскоре песня, чаще других звучавшая на американском радио в этом году, удостоилась за это специальной награды от ASCAP). Продюсер Джордж Мартин в ходе работы над фильмом и альбомом (со слов журналистки Джоан Гудман) так говорил о Маккартни:
Пол — удивительный человек. Я бы не смог выдержать такого темпа. Он встает ни свет ни заря, едет сюда из Сассекса (а это два часа езды) и каждый вечер возвращается домой, чтобы побыть с детьми. Он с раннего утра в гриме, весь день снимается, в обеденный перерыв обсуждает с кем-нибудь производственные проблемы, а вечером — опять совещание по поводу мизансцен, освещения или о чём-то ещё. Это напоминает мне сеансы записи «Битлз» в старые времена. Он вникает во всё.
Ноябрьский сингл «We All Stand Together», подписанный Paul McCartney and the Frog Chorus (композиция к мультфильму «Rupert and the Frog Song»), поднялся в Британии до № 3. Позднее песня получила награду Ivor Novello в номинации «Лучшая песня для фильма в 1984 году», а мультфильм был награждён как лучший анимационный фильм года Британской академией кино и телевидения. В ноябре 1984 года Маккартни получил от ливерпульского муниципалитета высшую награду — «Freedom of the City», став таким образом единственным жителем Ливерпуля, которого удостоили этой премии дважды.
Выпущенный год спустя синглом «Spies Like Us» с песней из одноимённой комедии поднялся до № 7 в США и стал юбилейным (сотым) хитом Маккартни в списках «Биллборда» (из них 65 — в составе «Битлз»). Сингл (выпущенный в комплекте с ремиксами, один из которых сделала любимая электронная группа Маккартни Art of Noise) стал и его последним американским хитом.

### 1985—1993
13 июля 1985 года Пол Маккартни принял участие в лондонском концерте Live Aid, исполнив «Let It Be». Прибыв на концерт в одиночестве, без команды техников, он впоследствии называл своё выступление перед 90 тысячами зрителей «кошмаром». После выступления Queen (его выходу предшествовавшего) вся аппаратура оказалась отключена — о чём Маккартни узнал, лишь начав петь «Let It Be» под аккомпанемент безмолвного фортепиано.
В октябре 1985 года Маккартни вернулся в Capitol, заключив с компанией контракт на распространение пластинок в Америке. Тем временем 14 ноября в Англии на Virgin вышел мультфильм «Rupert and The Frog Song» (с клипами на песни Линды «Seaside Woman» и «Oriental Nightfish»). Эта видеокассета установила рекорд, за месяц разойдясь 130-тысячным тиражом. «Rupert and The Frog Song» был признан популярнейшим в Англии мультфильмом следующего, 1986 года.
20 июня 1986 года Пол Маккартни выступил на благотворительном концерте Prince’s Trust Birthday Party Concert (на стадионе Уэмбли), где под аккомпанемент участников Dire Straits, Фила Коллинза, Рэя Купера, Эрика Клэптона, Брайана Адамса исполнил «Long Tall Sally», «I Saw Her Standing There» и «Get Back» (последнюю — в дуэте с Тиной Тёрнер).
Коллинз, кроме того, принял участие в записи следующего альбома Маккартни, Press to Play (№ 8 Великобритания, № 30 США). Соавтором шести (из десяти) песен пластинки стал Эрик Стюарт (участник 10cc, знакомый с Beatles ещё с начала 1960-х годов, когда играл в «Каверне» в составе группы The Minbenders). Притом что альбом, записанный с продюсером Хью Пэджемом (известным по сотрудничеству с Genesis), в коммерческом отношении оказался почти провальным, пресса приняла его благосклонно, отметив мастерство Маккартни-аранжировщика и необычно агрессивное звучание некоторых песен (в частности, «Angry»). Позже музыкальная критика изменила мнение о пластинке к худшему: по мнению Теда Дойла (Q), он может поспорить с «Хором лягушек» за звание худшей пластинки Пола Маккартни всех времён.
В 1987 EMI выпустила альбом «All the Best!», первый сборник хитов Маккартни. В 1988 Пол (специально для СССР) выпустил сборник рок-н-ролльных кавер-версий «Снова в СССР», в США и Европе изданный лишь три года спустя. Маккартни объяснял данный ход тем, что хотел бы, чтобы советские почитатели его творчества оказались как бы в обратной ситуации той, что была до этого — то есть имели возможность купить официальный диск, в то время как фанаты на Западе ограничивались бы его переписыванием.
Примерно в это же время началось сотрудничество Маккартни с Элвисом Костелло: две песни, рождённые в этом союзе, — «Veronica» и «My Brave Face» — вошли в альбом Костелло Spike и альбом Маккартни Flowers in the Dirt (соответственно). Вторая из них возглавила британский хит-парад в 1989 году. Позднее оба музыканта объединили усилия для работы над Mighty Like a Rose (альбомом Костелло) и альбомом Маккартни Off the Ground (1993).
В начале 1990-х годов Пол Маккартни вместе с Харрисоном и Старром занялся работой над документальными фильмами и альбомами серии The Beatles Anthology. В проект вошли три двойных альбома, набранных из альтернативных версий известных песен, концертных записей, а также прежде не издававшихся вещей. Центральной вещью Anthology 1 (1995) стала выпущенная синглом «Free as a Bird» (записанная воссоединившимся трио), Anthology 2 представил публике вторую и последнюю такую композицию, «Real Love». Продюсером обеих записей стал Джефф Линн, фронтмен Electric Light Orchestra и близкий друг Джорджа Харрисона, участвовавший с ним в группе The Traveling Wilburys.

### 1997—2011
Альбом Пола Маккартни Flaming Pie (1997), записанный продюсерами Линном и Мартином, поднялся до № 2 в Великобритании и США и был номинирован на «Грэмми» как альбом года. 11 марта 1997 года за вклад в развитие музыки Маккартни получил титул рыцаря-бакалавра и стал сэром Полом Маккартни. Свою награду он посвятил Леннону, Харрисону и Старру, а также всем гражданам Ливерпуля.
В 1999 году Маккартни выпустил сборник рок-н-ролльных стандартов Run Devil Run и был введён (как соло-исполнитель) в Зал славы рок-н-ролла. В мае 2000 года Маккартни стал членом Британской академии композиторов и поэтов-песенников. Гай Флетчер, председатель этой академии, отметил роль, которую сыграл Пол в развитии всей британской популярной музыки.
Альбом Driving Rain (2001) был посвящён Хизер Миллс, которая стала его женой 11 июня 2002 года. Почти одновременно вышел и посвящённый Линде альбом A Garland for Linda, восемь композиций для которого написали восемь разных современных композиторов. Все средства от продажи пластинки были направлены в благотворительный фонд «The Garland Appeal», оказывающий финансовую помощь раковым больным.
В 2001 году вышел документальный фильм «Wingspan: An Intimate Portrait», куда вошли многие фотографии и фотокадры, сделанные Линдой, а также интервью Пола, данное дочери Мэри (той самой, которая ещё ребёнком попала на заднюю обложку альбома McCartney). В том же году Пол написал основную тему к фильму «Ванильное небо», номинированную на «Оскара».
11 сентября 2001 года Маккартни, находясь в аэропорту имени Кеннеди, стал свидетелем террористической атаки на Всемирный торговый центр. Потрясённый увиденным, он организовал благотворительный «Концерт для Нью-Йорка» («The Concert for New York City»), состоявшийся 20 октября. В ноябре того же года стало ясно, что дни Джорджа Харрисона сочтены. Пол провёл многие часы у постели своего друга в особняке Холливуд-Хиллз, где доживал последние дни Харрисон. 29 ноября Джордж скончался, а ровно год спустя Маккартни сыграл одну из его самых известных песен «Something» на «Концерте для Джорджа» («Concert for George»).
В 2002 году Пол Маккартни начал всемирное турне «Back In The World», в ходе которого впервые посетил Россию и 24 мая 2003 года выступил с концертом на Красной площади в Москве. По сей день этот концерт остаётся единственным концертом западной рок-звезды на Красной площади — все остальные, заявленные таковыми, проводились на Васильевском спуске. За день до концерта тогдашний Президент России В. В. Путин сопровождал музыканта с супругой во время их прогулки по площади и Кремлю и принял их в своей кремлёвской резиденции.
В июне 2004 года Пол выступил хедлайнером на фестивале в Гластонбери, а затем 20 июня в рамках 04 Summer Tour выступил в Санкт-Петербурге на Дворцовой площади. По некоторым подсчётам, этот концерт стал трёхтысячным в карьере Пола.
2 июля 2005 года Пол открыл и завершил концерт Live 8 в Гайд-парке, исполнив вместе с группой U2 песню «Sgt. Pepper’s Lonely Hearts Club Band». 13 ноября 2005 года после завершения концерта Маккартни в Анахайме, Калифорния, была установлена спутниковая связь с международной космической станцией, и музыкант сыграл специально для космонавтов Билла Макартура и Валерия Токарева песни «Good Day Sunshine» и «English Tea». В 2005 году вышел Chaos and Creation in the Backyard записанный с продюсером Найджелом Годричем, — последний альбом Маккартни для EMI. Год спустя сам альбом и песня из него, «Jenny Wren», были номинированы на «Грэмми».
В июле 2006 года начался и 17 марта 2008 года завершился бракоразводный процесс, инициированный Маккартни: Миллс своими выпадами против бывшего мужа вызвала в прессе скандал.
18 июня 2006 года Маккартни отпраздновал свой 64-й день рождения, в своё время «предсказанный» песней «When I’m Sixty-Four»: этот день рождения был отпразднован фанатами группы и Пола во всём мире. В том же году Пол Маккартни впервые выступил на церемонии вручения «Грэмми»: «Numb/Encore» и «Yesterday» он исполнил с рэпером Джеем Зи и группой Linkin Park.
21 марта 2007 года Маккартни покинул EMI и заключил контракт с Hear Music, принадлежащей корпорации Starbucks, став первым исполнителем в каталоге лейбла. 4 июня вышел его первый здесь 21-сольный альбом Memory Almost Full, в поддержку которого отыграл несколько «секретных концертов» в Лондоне, Нью-Йорке и Лос-Анджелесе. 13 ноября 2007 года вышел бокс-сет из трёх DVD «The McCartney Years», куда вошли живые записи, закулисные съёмки и документальный фильм «Creating Chaos at Abbey Road» (2005).
В феврале 2008 года Маккартни был номинирован на BRIT Award за исторический вклад в развитие музыки. 26 мая 2008 года в Йельском университете Маккартни получил почётное звание доктора музыки. 1 июня 2008 года он отыграл концерт на стадионе Энфилд в честь Ливерпуля, ставшего на год культурной столицей Европы.
14 июня 2008 года состоялся бесплатный концерт на Площади Независимости в Киеве, на который собрались около 250 тыс. человек. 18 июля 2008 года Пол Маккартни неожиданно появился на концерте Билли Джоэла на Shea Stadium. Концерт назывался «Последнее выступление в Ши», так как на 2009 год был намечен снос этого спорткомплекса (именно The Beatles выступали здесь первыми).
В 2009 году Пол Маккартни был награждён Гершвиновской премией, а в декабре 2010 года — премией Центра искусств имени Джона Кеннеди (Kennedy Center Award).
В 2010 году он продолжил гастрольную деятельность с группой, в составе которой три американца, уроженца Лос-Анджелеса, — гитаристы Брайан Рей (Brian Ray) и Расти Андерсон (Rusty Anderson), ударник Эйб Лабориел-младший (Abe Laboriel Jr.) — и британец, клавишник Пол Уикенс (Paul Wickens).
14 декабря 2011 года в рамках турне «On The Run» состоялся концерт Пола Маккартни в Спорткомплексе «Олимпийский» в Москве — третий в России и четвёртый на территории бывшего СССР.

### 2012 — настоящее время
9 февраля 2012 года Пол получил звезду на Аллее славы Голливуда. За неё он поблагодарил всех участников группы The Beatles. 3 мая Пол вместе с супругой едва не попал в авиакатастрофу. 8 сентября 2012 года Пол Маккартни получил высшую награду Франции — Орден Почётного легиона (офицер).
12 декабря Маккартни выступил с бывшими членами Nirvana (Кристом Новоселичем, Дэйвом Гролом и Пэтом Смиром) в рамках закрытия 12-12-12: The Concert for Sandy Relief, презентовав совместную песню «Cut Me Some Slack». Данное мероприятие увидело приблизительно два миллиарда человек. «Cut Me Some Slack» вошла в фильм Грола «Sound City».
В 2013 году музыкант выпустил новый студийный альбом, New.
19 мая 2014 года стало известно о том, что Пол Маккартни подхватил неизвестный вирус и в связи с этим был вынужден отменить свои запланированные гастроли по Японии.
В 2016 году Пол и Ринго участвовали в работе над документальным фильмом «The Beatles: Eight Days a Week» о концертном периоде The Beatles.
Пол Маккартни снялся в эпизоде пятой части «Пиратов Карибского моря» в роли дяди Джека. Фильм вышел на экраны 25 мая 2017 года. Также в 2017 году Маккартни начал судебную тяжбу с компанией SONY за авторские права на песни, написанные им вместе с Джоном Ленноном; это касается песен, созданных в 1962—1972 годах.
20 июня 2018 года Маккартни выпустил две песни: «I Don't Know» и «Come On to Me» из своего альбома Egypt Station, релиз которого состоялся 7 сентября на лейбле Capitol Records. Egypt Station стал первым альбомом Маккартни за 36 лет, который возглавил чарт Billboard 200, сумев там занять первую позицию.
18 декабря 2020 года на Capitol Records вышел восемнадцатый сольный альбом Маккартни, McCartney III. 16 апреля 2021 года вышел альбом «переосмыслений, ремиксов и каверов» McCartney III Imagined.
В ноябре 2021 года была выпущена книга Маккартни The Lyrics: 1956 to the Present. Описанная как «автопортрет в 154 песнях», книга основана на беседах Маккартни с ирландским поэтом Полом Малдуном. The Lyrics была названа книгой года в магазинах Barnes & Noble и Waterstones.
4 марта 2022 года было объявлено, что Маккартни станет хедлайнером фестиваля «Гластонбери» через неделю после 80-летия музыканта в июне 2022 года. Выступая на Pyramid Stage 25 июня, он стал самым возрастным участником фестиваля за всю его историю, последний раз он выступал в 2004 году. Специальными гостями были Дэйв Грол и Брюс Спрингстин. В 2022 году он получил премию «Эмми» за выдающийся документальный или документальный сериал на 74-й церемонии вручения премии «Эмми» в области творческого искусства как продюсер документального фильма The Beatles: Get Back.
В январе 2023 года Пол Маккартни завершил работу над книгой «1964: Eyes of the Storm» с историями и наблюдениями о жизни и творчестве ранних The Beatles. В книгу вошли 275 фотографий, сделанных Маккартни в конце 1963 и начале 1964 года. Выход состоялся 13 июня 2023 года в издательстве Liveright.

## Сотрудничество

### Работа с другими музыкантами
Уже с первых лет участия в The Beatles Пол Маккартни много работал для других музыкантов — как под своим именем, так и под псевдонимами. Возможно, самым успешным с коммерческой точки зрения явилось для него сотрудничество с дуэтом Peter & Gordon. Одна из песен Маккартни, исполненная дуэтом, «A World Without Love», поднялась на 1-е место в хит-парадах Великобритании и США.
Однако свой самый знаменитый «подарок» Пол Маккартни преподнёс Rolling Stones, которые 1 ноября 1963 года выпустили синглом его песню «I Wanna Be Your Man». Правда, Леннон в интервью журналу Hit Parader говорил, что не придавал этой песне значения: «…Действительно сильную песню ведь мы бы им не отдали, так ведь?».
В середине 60-х годов Маккартни записывался с Beach Boys (10 апреля 1966 года, песни «Vegetables» и «On Top of Old Smokey»), The Chris Barber Band (20 октября 1966 года, сингл «Catcall» с песней, написанной Полом ещё в конце 1959 года), Силлой Блэк (8 марта 1968 года, сингл «Step Inside Love», композиция Маккартни), Полом Джонсом (8 августа 1968 года, «And The Sun Will Shine», при участии Джеффа Бэка), а также Донованом («Atlantis», «Mellow Yellow», 1968), Джеймсом Тейлором («Carolina in My Mind»), The Steve Miller Band («My Dark Hour», 1969) и другими.
Самые известные продюсерские работы Пола Маккартни 60-х годов — с The Bonzo Dog Doo-Dah Band (сингл I’m the Urban Spaceman, поднявшийся до № 4 в Великобритании, — под псевдонимом Apollo С. Vermouth — работать на стороне под собственным именем Полу запрещали условия контракта) и Badfinger (дебютный сингл Come and Get It, № 4; для группы Пол придумал и название: прежде она называлась Iveys). Решающую роль участие Пола Маккартни имело в карьере Мэри Хопкин, которую он «открыл» для британской публики, подписав к Apple и выпустив здесь (в качестве продюсера) два сингла и дебютный альбом.
Маккартни записывает дуэты с Майклом Джексоном («The Girl Is Mine», «Say Say Say», «The Man») и Джорджем Майклом («Heal the Pain»). Плодотворным было сотрудничество с Эриком Стюартом, который участвовал в работе над альбомами Pipes of Peace и Press to Play; Маккартни, в свою очередь, написал для его группы 10cc песни «Don’t Break the Promises» (альбом …Meanwhile, 1992) и «Yvonne’s the One» (альбом Mirror Mirror, 1995). В 1995 году Маккартни записывает версию «Come Together» с Полом Уэллером и Ноэлем Галлахером для благотворительной организации War Child.
В декабре 1999 года Маккартни при участии Дэвида Гилмора, Иэна Пейса и Мика Грина дал концерт в Каверн-Клаб, сыграв хиты прошлых лет.
В XXI веке Маккартни записывается с итальянской электронной группой The Bloody Beetroots, с Брайаном Уилсоном («A Friend Like You»), с Рианной и Канье Уэстом. В 2012 году Маккартни записал вместе с бывшими участниками группы Nirvana композицию «Cut Me Some Slack», вошедшую в саундтрек документального фильма Дэйва Грола «Sound City», посвящённому одноимённой студии звукозаписи. В 2015 году он поучаствовал в записи первого альбома супергруппы Hollywood Vampires.
В 2017 году Маккартни записал партию ударных для песни «Sunday Rain» группы Foo Fighters, а в 2021 году ввёл их в «Зал славы рок-н-ролла», исполнив с ними «Get Back».
В 2023 году Маккартни записал партию бас-гитары для песни «Bite My Head Off» группы Rolling Stones.

### Оркестровая и симфоническая музыка
Начало 1990-х годов для Пола Маккартни было связано с частичным переходом из поп-жанров в сферы, связанные с классической музыкой. В 1991 году по заказу ливерпульского Королевского музыкального общества, готовившегося отпраздновать своё 150-летие, Пол Маккартни совместно с Карлом Дэвисом создал «Ливерпульскую Ораторию», премьера которой состоялась в ливерпульском соборе англиканской церкви. 18 ноября состоялась американская премьера в Карнеги-Холле: оркестром руководил Карл Дэвис. Двойной альбом с записями концерта был выпущен EMI Classics и возглавил хит-парады классической музыки.
В 1995 году Пол Маккартни написал фортепианную пьесу «A Leaf»; 23 марта в Лондоне, в Сент-Джеймсском дворце, на благотворительном концерте An Evening With Paul McCartney and Friends в присутствии принца Чарльза она была исполнена Аней Алексеевой, золотой медалисткой Королевского музыкального колледжа. Позднее принц Уэльский присвоил Полу Маккартни звание почётного члена Королевского музыкального колледжа. К классическому жанру относятся и три других его альбома: «Standing Stone» (1997), «Working Classical» (1999) и «Ecce Cor Meum» (2006).
В феврале 2011 года стало известно, что Пол Маккартни написал первый в своей музыкальной карьере балет — романтическую сказку «Океанское царство» (Ocean’s Kingdom), действие которой происходит в двух королевствах, земном и подводном. Премьера спектакля в хореографии Питера Мартинса и в исполнении труппы Нью-Йорк Сити балет состоялась 22 сентября 2011 года. В 2012 году за партитуру этого балета Пол Маккартни был номинирован на приз «Бенуа танца».

### Анимация и художественная литература
С начала 1980-х годов, в сотрудничестве с режиссёром-мультипликатором Джеффом Данбаром, Пол Маккартни участвует в создании анимационных фильмов. По инициативе музыканта был снят мультфильм «Руперт и песня лягушек» (Rupert and the Frog Song) об одном из его любимых детских персонажей — медвежонке Руперте. Маккартни выступил в роли продюсера и соавтора сценария мультфильма, а также принял участие в его озвучивании. Мультфильм вышел в 1984 году, а песня из него We All Stand Together была издана как отдельный сингл. В 1992 году Маккартни и Данбар создали короткометражный анимационный фильм «Закон Домье» на основе рисунков известного французского графика Оноре Домье; фильм был удостоен кинопремии BAFTA.
Позже Маккартни с Данбаром работали над мультфильмами «Напев тропического острова» (Tropic Island Hum) и «Вторник» (Tuesday); последний фильм номинировался на премию BAFTA. В 2004 году эти два мультфильма и «Руперт и песня лягушек» была издана на DVD под названием «Коллекция музыки и анимации Пола Маккартни» (Paul McCartney's Music and Animation Collection).
Помимо этого, Маккартни и Данбар работали над сценарием полнометражного мультфильма, однако в итоге решили издать этот текст в виде детской книжки. Повесть-сказка «Высоко в облаках» (High in the Clouds) была опубликована в октябре 2005 года и вскоре была переведена на ряд иностранных языков. В сентябре 2013 года стало известно, что книга будет экранизирована в формате 3D, премьера предварительно намечена на 2015 год. На данное время в процессе создания находится компьютерный мультфильм «Высоко в облаках», выход которого был намечен на 2025 год. В сентябре 2018 года стало известно, что Пол Маккартни написал ещё одну книгу для детей «Hey Grandude!». В ней рассказывается о приключениях дедушки и его четырёх внуков, совершающих путешествие при помощи волшебного компаса. Презентация книги состоялась в сентябре 2019 года, в Лондоне. Продолжение книги под названием «Grandude’s Green Submarine» («Дедушкина зелёная подводная лодка») вышло в 2022 году.

## Отзывы критики
Первые три года сольной карьеры Пола Маккартни принесли в целом неровные результаты. Дебютный альбом 1970 года, представлявший собой коллекцию, скорее, зарисовок, нежели полноценных песенных композиций, прессой был встречен насмешливо, а Джон Леннон назвал его «мусором» («rubbish»). В ретроспективе McCartney с его «домашними» простотой и спонтанностью стал оцениваться много выше; и всё же он (согласно Allmusic) представил слушателям не так уж много песен, которые могли бы считаться «полноправной маккартниевской классикой». В числе последних неизменно называлась «Maybe I’m Amazed», по общему мнению, самая заметная на пластинке. Как отмечал другой рецензент, вопрос: «Зачем нужно было умирать The Beatles, если такой вот жизнью зажил McCartney?» — эта пластинка оставила без ответа.
Второй альбом Ram, записанный Полом и Линдой с группой приглашённых музыкантов, был встречен критикой почти так же враждебно; Роберт Кристгау назвал материал его очень легковесным, пренебрежительно отозвавшись и об одной из центральных вещей, «Uncle Albert/Admiral Halsey». В ретроспективе этот релиз считается «классическим», но и рецензент Allmusic (давший ему оценку 5/5) признаёт: Маккартни (в отличие от Леннона и Харрисона) своими первыми двумя альбомами не оправдал ожиданий поклонников The Beatles.
Создание Wings не изменило положение дел. Альбом Wild Life лишь спустя сорок лет был признан оригинальным экспериментом в минимализме; в 1971 году он явился для фэнов и критиков сильнейшим разочарованием. Журнал Rolling Stone назвал его «пустым, вялым, бессильным, банальным и тусклым». Те же тенденции критика отмечала и во втором альбоме группы, Red Rose Speedway, альбоме, имевшем яркие моменты, но в целом неровном.
В 1970 году Джон Леннон заметил, что «Пол способен на сильную вещь, только нужно хорошенько его напугать». В каком-то смысле его слова оказались пророческими: записанный в Нигерии, в атмосфере страха и непредсказуемости, Band on the Run был восторженно принят прессой как первый альбом, в котором автор сумел подняться до уровня, достигнутого им в The Beatles. Прежде скептически настроенный Rolling Stone высказался о пластинке восторженно, назвав её «лучшим из всего, что выпустили четверо музыкантов, прежде называвшие себя The Beatles». Согласился с этим и Джон Леннон, признавший: «Band on the Run — великолепный альбом». «Это был мой триумф над критиками», — позже говорил Пол Маккартни.
Venus and Mars, альбом, в котором впервые появились следы действительно коллективного творчества ансамбля (что сказалось в структуре, общем темпе, настроении), стал, по мнению Р. Кристгау, «едва ли не самым милым» в наследии Маккартни. В целом пластинка была встречена с одобрением, хотя далеко не все приняли её стилистическое разнообразие; в целом она была оценена ниже, чем Band on the Run, в частности, негативной была рецензия Rolling Stone. И впоследствии специалисты отмечали, что пластинка получилась легкомысленной, по духу более близкой к Red Rose Speedway, устремлённой, в отличие от Band on the Run, не в будущее, а в прошлое. Решительно «групповым», нарочито «демократическим» проектом стал альбом Wings at the Speed of Sound; именно этот фактор, по мнению С. Т. Эрлвайна, рецензента Allmusic, предопределил его неудачу: никто из музыкантов не мог сравниться с лидером группы по уровню авторского и исполнительского мастерства. Альбом, «выехавший» в чартах на силе двух синглов («Let 'Em In», «Silly Love Songs»), рецензентами также был, в основном, встречен враждебно, как предсказуемая, монотонная музыка «для кресла-качалки».
Тройной альбом Wings Over America был тепло встречен критиками — «отчасти потому, что предложил возрождённые версии некоторых битловских мелодий, отчасти потому что не явился провалом, которого ждали» (Allmusic). Он же, однако, как отмечал С. Т. Эрлвайн, наглядно продемонстрировал, что «Wings никогда не были очень уж одарённым ансамблем». Напротив, Thrillington, в своё время оставшийся незамеченным, со временем стал оцениваться критиками весьма высоко: как серьёзная и «впечатляющая работа Пола и Линды Маккартни», отмеченная выверенными и элегантными аранжировками. Творческой удачей в целом признаётся критиками и London Town; успех этот во многом был предопределён тем фактом, что трио Маккартни-Маккартни-Лейн, работавшее над альбомом, создало своего рода продолжение Band on the Run. Последовавший затем Back to the Egg, ознаменовавший не слишком удачную попытку вернуться к корневому рок-н-роллу, напротив, считается самым слабым и невыразительным альбомом Wings; критики усмотрели определённую логику в том, что «после этой творческой неудачи Маккартни вернулся к карьере сольного исполнителя».
McCartney II принято считать «возвращением к форме», хотя отношение к альбому с годами менялось; поначалу его синтезаторное звучание было принято с восторгом, как дань «нововолновой» стилистике, вскоре оно же было объявлено устаревшим. В конечном итоге — признав, пластинку трудно признать цельной и последовательной, — критики сошлись на том, что она выдержала испытание временем, помогая слушателю составить «приятное впечатление об очень милом человеке». Высоко оценили критики в 1982 году и Tug of War: «амбициозный и роскошный» альбом, который сам автор считал своим лучшим произведением после Band on the Run. Впоследствии специалистами отмечались с одной стороны существенная роль, которую сыграл в организации звучания Джордж Мартин, с другой — некоторая старомодность созданного им звучания; ни то ни другое не помешало альбому остаться в наследии Маккартни одной из наиболее законченных, цельных работ.
В альбоме Pipes of Peace (1983) критики усмотрели массу отсылок к Tug of War (наиболее очевидной из которых была «Tug of Peace»); высказывалось даже предположение, что он и был задуман как «зеркальное отражение» предшественника. Пластинка, разочаровала рецензентов отсутствием новых идей (при кажущемся внешнем разнообразии звука), но в целом получила умеренно доброжелательные отзывы — как пример качественного, умело стилизованного и мастерски сработанного софт-рока. Гораздо строже пресса отнеслась к Give My Regards to Broad Street: звуковая дорожка к фильму 1984 года многим показалась столь же невнятной, как и сам фильм; в качестве исключения была единодушно отмечена лишь хит-баллада «No More Lonely Nights» с «потрясающим соло Дэвида Гилмора». Явным просчётом критики сочли решение автора перезаписать известные песни, не интерпретировав их заново.
Press to Play (1986) некоторое время не слишком продуманно рекламировался как «ответ Макки панк-року», но в действительности (согласно Allmusic) был с его стороны, скорее, попыткой заняться вещами, которые всегда удавались ему наилучшим образом (оркестровый поп, насмешливый заводной рок, красивые любовные баллады); критики относят эту пластинку к числу — если не сильнейших, то по крайней мере цельных и последовательных. В надежде вернуть себе реноме серьёзного автора Маккартни выпустил Flowers in the Dirt (1989); результат плодотворного сотрудничества с Элвисом Костелло хоть и не «явил миру эпохальных песен», критиками был оценен высоко: считается, что эта амбициозная и яркая работа ознаменовала возвращение автора к прекрасной творческой форме.
Приятное впечатление произвёл на специалистов двойной концертный диск Tripping the Live Fantastic; «ностальгическое путешествие», обнажившее (как писал С. Т. Эрлвайн) некоторые слабые стороны песенного материала Маккартни последних лет и слишком наглядно продемонстрировавшее известную склонность певца «нравиться всем», в целом был встречено весьма благосклонно. Ещё выше был оценён Unplugged (The Official Bootleg); рецензент Allmusic назвал его «одной из самых приятных пластинок в каталоге Маккартни», отметив и неожиданные сюрпризы — удачно возрождённые песни первого сольного альбома («That Would Be Something», «Every Night», «Junk»). Liverpool Oratorio, написанная для Королевского ливерпульского филармонического оркестра вызвала поначалу широкий резонанс, но в конечном итоге не произвела впечатления на критиков; отмечалось, что автор достиг бы большего, если бы привлёк к сотрудничеству Джорджа Мартина.
Off the Ground — альбом «классический, профессиональный и амбициозный», явился своего рода продолжением Flowers in the Dirt; обозреватели, отметив в нём социально-политическую линию, сочли, что именно в силу своей неожиданной серьёзности он «складывается в нечто меньшее, чем сумму отдельных частей». Paul Is Live, четвёртый концертный альбом Маккартни за четыре года, был признан слабейшим из всех. Зато новый всплеск позитивных отзывов вызвал Flaming Pie, альбом просто аранжированных, в основном акустических песен. «Маккартни не изменил своей тяге к купанию в банальностях, да и в самых амбициозных композициях… выглядит невыразительно, но когда работает в малых формах („The Song We Were Singing“, „Calico Skies“, „Great Day“), становится нежно трогателен», — написал Allmusic, отметив, что в своём лучшем виде автор предстаёт, когда менее всего напрягается. Вторая работа Маккартни, выполненная в классическом формате, Standing Stone (1997), была, как и первая, оценена неоднозначно; отмечалось, в частности, что автор, в полной мере реализовав свой потенциал мелодиста, подошёл к работе над «поэтической симфонией», как если бы это был альбом поп-песен; другими словами, музыкальные идеи лишь представил слушателю, не развив их в достаточной мере.
Run Devil Run, во многом созвучный «Снова в СССР», критиками был воспринят как более цельное произведение, отмеченное новообретённой свежестью сценического исполнения, интересное ещё выбором (подчас не самого известного) материала. Allmusic назвал Run Devil Run в числе лучших сольных работ Маккартни. Driving Rain, иногда рассматриваемый как завершающая часть трилогии (Flaming Pie, Run Devil Run), вызвал интерес критики своей арт-поп-направленностью, а кроме того, свежестью звука, обеспеченной союзом с группой молодых продюсеров. «С самого начала свой сольной карьеры Пол Маккартни не выдавал три пластинки подряд, которые были бы насколько наполнены буйством воображения, мелодизмом и энтузиазмом», — писал критик С. Т. Эрлвайн.
Специалисты сходятся во мнении, что 2000-е годы стали для Пола Маккартни временем обновления и возрождения; практически впервые после распада The Beatles они принесли музыканту стабильный успех. Альбом Chaos and Creation in the Backyard (2005), в котором автор вернулся к эстетике дебютной пластинки, был отмечен в прессе как один из лучших во всей его сольной карьере. Восторженные оценки получили концертные выступления Маккартни; поистине выдающимися считаются его концерты в Гластонбери (2004) и на Красной площади в Москве (2003). Как отмечал Q в 2010 году, «спустя сорок лет после распада The Beatles сохраняют позиции одного из самых влиятельных коллективов в истории современной музыки, и Пол Маккартни остаётся одним из самых успешных поп-исполнителей современности».
В 2023 году продюсер Рик Рубин назвал Маккартни лучшим бас-гитаристом всех времен.

## Семья
- Отец Джеймс Маккартни (7 июля 1902 — 18 марта 1976) умер от пневмонии, был трубачом и пианистом (в 1920-х годах играл в собственном оркестре Jim Mac’s Jazz Band), потом работал служащим на ливерпульской хлопковой бирже.
- Мать Мэри Маккартни (29 сентября 1909 — 31 октября 1956) умерла от рака груди, работала медсестрой и акушеркой[197].

Родители Джим и Мэри Маккартни поженились 15 апреля 1941 года.
- Брат — Питер Майкл Маккартни[англ.] (род. 7 января 1944) тоже певец и музыкант[197].
- Мачеха Анджела Уилльямс (Angela Williams, род. 1929).
- Сводная сестра, дочь мачехи Рут Маккартни[англ.] (род. 15 февраля 1960), от первого брака с Энди Уилльямсом, погибшим в автокатастрофе в 1962, Рут Маккартни была певицей, приезжала в СССР[197].

Пол Маккартни родился в семье этнических ирландцев Мэри и Джеймса Маккартни. Известно, что прадед по отцовской линии, Джеймс Маккартни, уже жил в Ливерпуле на Скотланд-роуд, когда в 1864 году женился на Элизабет Уильямс, прабабушке Пола. Отец Пола Джеймс родился в 1902 году. Прадед по материнской линии Оуэн Моэн родился в Таллинамалроу, Ирландия, в 1880 году; эмигрировал и женился на девушке по имени Мэри Данер в Ливерпуле в 1905 году. Брат Пола, Майкл (Michael McCartney) родился 7 января 1944 года; он также стал впоследствии известным музыкантом.
Джеймс Маккартни, в прошлом трубач и пианист (в 1920-х годах игравший в собственном оркестре Jim Mac’s Jazz Band), работал служащим на ливерпульской хлопковой бирже. Мэри работала медсестрой в ливерпульской больнице Уолтон; затем стала акушеркой, выезжая по вызовам на велосипеде, в любое время дня и ночи:
У меня сохранились кристально чистые воспоминания: снежная ночь, мы живем на Вестерн-авеню, 72, улицы завалены снегом, три часа утра, она встаёт и направляется на своём велосипеде с маленькой коричневой плетеной корзиночкой впереди - во мрак, освещая себе путь крошечным фонариком, в своей матросской униформе, укатывает в район, чтобы где-то принять роды.
Летом 1955 года у Мэри Маккартни обнаружили уплотнение на молочной железе; это было начало смертельной болезни. Её оперировали в старой городской больнице Nothern, но было слишком поздно. «Это была чудесная женщина, которая тянула на себе всю семью и, наверное, умерла от этого: став жертвой болезни, сопровождающей стресс. Она была, как многие женщины, невоспетым главой семьи», — много лет спустя говорил Пол. 31 октября 1956 года Мэри Маккартни скончалась после операции и была похоронена на ливерпульском кладбище Yew Tree. Мать осталась в памяти Пола необычайно нежной, ласковой женщиной, с прекрасным чувством юмора и очень привлекательной, несмотря на очки без оправы, с которыми не расставалась. «Как я позже стал понимать, душевного тепла у нас в доме было больше, чем в большинстве других семей», — позже вспоминал Пол. Ей впоследствии он посвятил песню «Let It Be».
Мать мечтала, чтобы сын стал доктором, отец, ушедший из школы в 14 лет, — чтобы тот стал великим учёным. Маккартни говорил, что на всю жизнь сохранил благодарность родителям за то, что те изначально ориентировали его на высокие цели, с детства внушали ему, что он обязательно должен в жизни чего-то добиться. Семья жила бедно, но дружно; во многом атмосфера, царившая в доме, сформировала характер Пола. Много лет спустя, соглашаясь с тем, что популярный образ вечноулыбающегося «макки» с поднятым вверх пальцем не слишком соответствует его реальному характеру, он признавал, что всегда смотрел на вещи оптимистичнее, чем Джон: «…Его отец ушёл из дома, когда ему было три года. Мой — нет, мой всегда был рядом, и он был весёлым парнем, который играл на фортепиано и рассказывал анекдоты. Это и обусловило разницу».

### Личная жизнь
Пол начал встречаться с девушками, уже став музыкантом The Quarrymen. Одну из первых его подруг звали Лейла («Странное для Ливерпуля имя», — вспоминал он), другая близкая знакомая, Джули Артур, была племянницей актёра-комика Теда Рея. В 1959 году Пол встретил свою «первую серьёзную любовь», Дот Рон (Dot Rhone), с которой познакомился в клубе Casbah. Дот (по прозвищу «Бабблз») и Пол, Джон и Синтия стали неразлучным квартетом. Если верить воспоминаниям Дот, они с Синтией Пауэлл научились «сохранять полное безмолвие», когда Пол и Джон усаживались обсуждать дела группы. «Под гневным взглядом Пола она замирала, как кролик», — пишет Спиц, автор биографии The Beatles.
Настоящее «сексуальное крещение» (по собственным воспоминаниям) Пол получил в Гамбурге (городе, имевшем репутацию европейской секс-столицы). «„Там“ наступило сексуальное пробуждение. До приезда в Гамбург практического опыта у нас почти не было», — признавался он. По возвращении из Гамбурга в мае 1962 года Пол узнал, что Дот беременна; они запланировали свадьбу, но в июле у Дот случился выкидыш, и вскоре их взаимные чувства остыли. Позже Дот покинула Британию и поселилась в Торонто (Канада), где по сей день живёт с мужем и детьми и имеет (согласно биографии Спица) «очень хорошую работу».
18 апреля 1963 года, когда Beatles прибыли в Ройал Алберт-Холл для участия в концерте, организованном BBC, в ходе одной из фотосессий к ним присоединилась Джейн Эшер, обаятельная и энергичная семнадцатилетняя актриса, соведущая телешоу «Juke Box Jury», одним из талантов которой (по характеристике Б. Майлза) было «…удивительное умение позволять людям чувствовать себя легко в её присутствии». Вечером того же дня все вместе оказались в гостях у журналиста Криса Хатчинса… Пол позже полагал, что покорил её одной строкой: «Ful semyly hir wympul pynched was» («Единственное, что я помнил из Чосера!..»).
25 декабря 1967 года они объявили о своей помолвке, но в начале 1968 года расторгли её и прекратили отношения. По версии Джейн, причиной явилась измена Пола с девушкой по имени Фрэнки Шварц, хотя сама Шварц в интервью утверждала, что Джейн и Пол разошлись без её участия.
15 мая 1967 года в клубе на концерте Джорджи Фэйма Маккартни познакомился с фотографом Линдой Истман, своей будущей женой. В мае 1968 года Маккартни вновь встретил Линду, шесть месяцев спустя они поженились. Пол удочерил ребёнка Линды от первого брака — Хизер, позднее у них родилось трое детей: Мэри (род. 28 августа 1969 года), Стелла (род. 13 сентября 1971 года) и Джеймс (род. 12 сентября 1977 года).
17 апреля 1998 года Линда умерла от рака груди в городе Тусон, штат Аризона. По словам Пола, за все время брака они разлучались только однажды, на одну неделю.
В апреле 1999 года Маккартни на церемонии Pride of Britain Awards Пол познакомился с бывшей моделью Хизер Миллс и начал встречаться с ней. 23 июля 2001 года они обручились, а 11 июля 2002 года вступили в брак. Свадьба состоялась в замке Лесли, Ирландия. 28 октября 2003 года у Пола и Хизер родилась дочь Беатрис Милли. Брак оказался краткосрочным и несчастливым: в мае 2006 началось слушание о разводе, а 17 марта 2008 года брак был расторгнут. В результате Маккартни пришлось выплатить своей жене 24 миллиона фунтов.
В ноябре 2007 года Маккартни начал встречаться с 47-летней американкой Нэнси Шевелл (Nancy Shevell). «Она привлекательна, богато одета и выглядит весьма обаятельной особой, не останавливающаяся перед тем, чтобы и приобнять кого-нибудь из окружающих Пола», — так охарактеризовал Шэвелл корреспондент Q, встретившийся с супругами в 2010 году за кулисами одного из концертов. 7 мая 2011 года стало известно об их помолвке. 9 октября 2011 года Пол Маккартни женился в третий раз.

#### Дети и внуки
- Приёмная дочь Хизер Луиза Си-Маккартни[англ.] (род. 31 декабря 1962, в Аризоне). Дочь Линды Истмэн и Джозефа Мэлвилла Си (Joseph Melville See), Пол удочерил Хизер и она стала носить его фамилию. Хизер не замужем, живёт в Лондоне и занимается гончарным искусством[205].
- Дочь Мэри Анна Маккартни (род. 28 августа 1969) была замужем за бизнесменом Алистером Дональдом (Alistair Donald). Сейчас она замужем во второй раз за режиссёром Саймоном Абудом (род.1966). Мэри — профессиональный фотограф, работает в фирме отца MPL Communications[206]:
  - внук — Артур Дональд (род.03.04.1999),
  - внук — Эллиот Дональд (род.01.08.2002),
  - внук — Сэм Абуд (род.11.08.2008),
  - внук — Сид Абуд (род.03.09.2011).
- Дочь Стелла Нина Маккартни (род. 13 сентября 1971 года):
  - внук — Миллер Алистер Джеймс (род. 2005),
  - внучка — Бейли Линда Олвин (род. 2006),
  - внук — Бекетт Роберт Ли (род. 2008),
  - внучка — Рэйли Дайлис Стелла Уиллис (род. 2010).
- Сын Джеймс Луис Маккартни (род. 12 сентября 1977) играл на гитаре в альбоме Driving Rain 2001 года, учился на архитектора[207].
- Дочь Беатрис Милли (Beatrice Milly McCartney), (род. 28 октября 2003).

Является болельщиком (не очень активным) футбольного клуба «Эвертон». В 2012 году дал согласие стать почётным членом уругвайского футбольного клуба «Ливерпуль», названного в честь родного города Маккартни.

## Общественная и благотворительная деятельность
Пол и Линда Маккартни получили широкую известность как активисты движения за права животных и сторонники вегетарианства. В одном выступлении Маккартни сказал, что на него произвёл большое впечатление диснеевский мультфильм «Бэмби», который он посмотрел в детстве, хотя решение стать вегетарианцем он принял уже в зрелом возрасте вместе с Линдой. В 1980-х Маккартни стал членом PETA; в первых интервью после смерти Линды он призвал продолжить её дело по защите животных. Пол и Линда также выступали против распространения генетически модифицированных продуктов.
Пол Маккартни и Хэзер Миллс приняли участие в кампании за запрет противопехотных мин. В 2003 году Маккартни передал миллион долларов, полученные за выступление на частном мероприятии, благотворительному фонду Adopt-A-Minefield, который занимается проблемой противопехотных мин. Во время тура Back in the World Маккартни выступал в футболке с призывом запретить противопехотные мины.
В интервью Ларри Кингу в 2006 году супруги Маккартни призвали нового премьер-министра Канады Стивена Харпера запретить охоту на тюленей. Маккартни также многократно призывал бойкотировать производителей одежды из меха, а в 2005 году публично пообещал не давать концертов в Китае, так как в этой стране жестокие убийства животных ради меха стали нормой. Маккартни выступал на многих благотворительных концертах, включая Live Aid и Live 8, и в благотворительной супергруппе Боба Гелдофа Band Aid.
В апреле 2009 года состоялся благотворительный концерт с участием Пола Маккартни, Ринго Старра и других знаменитостей в поддержку широкого применения трансцендентальной медитации в школах по всему миру. Пол объяснил, что это поможет обеспечить детям «тихую гавань в таком неспокойном мире». О собственном опыте занятий трансцендентальной медитацией Маккартни сказал: «В моменты безумства она помогала мне обрести спокойствие». Доход от концерта был направлен на финансирование программы Фонда Дэвида Линча, в рамках которой трансцендентальной медитации было обучено 60000 детей по всему миру.
15 августа 2012 года Пол разместил на своём сайте письмо к Pussy Riot, обвинённым в хулиганстве, совершенном на амвоне в Храме Христа Спасителя. В письме, размещённом на официальном сайте певца, говорится:
Дорогие Надя, Катя и Маша. Я пишу, чтобы поддержать вас в это трудное время. Я хочу, чтобы вы знали: я очень надеюсь, что российские власти будут соблюдать принцип свободы слова для всех граждан вашей страны и не накажут вас за ваш протест.

В цивилизованном мире многие люди имеют право высказывать своё мнение, если это не приносит вреда. Я уверен, что это наилучший путь для любого общества. Надеюсь, что вы останетесь сильными. Уверен, многие люди, которые, как и я, верят в свободу слова, сделают все возможное для того, чтобы поддержать вас и идею свободы художественного выражения.
14 ноября 2013 года Сэр Пол опубликовал на своём сайте письмо Владимиру Путину, с просьбой освободить активистов Greenpeace, арестованных по делу о попытке захвата нефтеплатформы «Приразломная».
В марте 2018 года Пол принял участие в акции протеста против свободного хождения оружия, которая прошла в Нью-Йорке. В ходе мероприятия Пол заявил:
Один из моих лучших друзей был убит в результате вооружённого насилия тут неподалёку, поэтому это для меня важно
28 февраля 2022 Маккартни в своих соцсетях выразил поддержку Украине в Российском вторжении на Украину. На концертах тура 2022 года он вынес на сцену флаг Украины, а его коллеги — флаги Великобритании, США и ЛГБТ-сообщества. Также во время летнего тура он играл на специально изготовленной гитаре фирмы Gibson, окрашенной в сине-жёлтые цвета украинского флага и с символами мира на корпусе — в ноябре она была продана на благотворительном аукционе в Нью-Йорке в поддержку пострадавших в войне России против Украины за 77 тысяч долларов.

## Пол Маккартни и наркотики
Первое серьёзное знакомство Пола Маккартни с наркотическими препаратами произошло в Гамбурге; участники The Beatles (кроме Пита Беста, предпочитавшего алкоголь) употребляли амфетамины — прежде всего, прелюдин (известный как «prellies»), который приносила, в основном, Астрид Киршер, подруга Сатклиффа. Маккартни демонстрировал сдержанность. При этом, хоть и возбуждая себя не столь активно, он старался ложиться спать как можно позднее — опять-таки, из практических соображений: чтобы не подсесть на снотворное. «Полагаю, я был намного более осмотрителен, чем другие ребята в рок-н-ролле того времени. Каким-то образом ливерпульское воспитание взрастило во мне эту осторожность», — вспоминал он. О том, насколько осмотрителен был Пол, свидетельствует эпизод, описанный Э. Юлом в биографии Ричарда Лестера. Последний рассказывал, как однажды во время съёмок Help! на Багамах пришёл в ужас: две модели-американки, «…наверное, самые красивые женщины на свете в потрясающих одинаково чёрных купальниках» пытались уговорить Пола принять героин. Уровень сексуальной агрессии, наложившийся на тот нездоровый интерес, какой возбуждали к себе в то время тяжёлые наркотики, поразил и ужаснул режиссёра; последний испытал величайшее облегчение, увидев, как Пол «резко отшил обеих».
Пол Маккартни стал одним из первых в рок-бизнесе, кто открыто признал, что употребляет наркотики, причём не раз высказывал на этот счёт смелые и во многом скандальные мысли. 24 июля 1966 года в лондонской Times была опубликована петиция, требовавшая легализации марихуаны: её оплатил Маккартни, распорядившийся выделить на эти цели 1800 фунтов и отнести эту сумму в раздел расходов «„Битлз“ на рекламу». В интервью с корреспондентом Daily Mirror 18 июня 1967 года он заявил: «Наркотики расширяют сознание. Это всё равно, что аспирин, только без головной боли на следующий день».
В 2004 году в интервью журналу Uncut Пол Маккартни подробно рассказал о своих отношениях с наркотиками, признав, что они были важной частью жизни и творчества The Beatles. «Got to Get You into My Life», по словам Маккартни, была написана о «траве» (о чём в то время никто не догадывался), «Day Tripper» и «Lucy in the Sky with Diamonds» — об ЛСД. Он около года принимал кокаин, но бросил после того, как понял, что наркотик служит причиной частых приступов глубокой депрессии. Маккартни говорил, что героин «лишь пробовал… и рад, что не подсел, потому что не представлял бы себя, отправившегося по этой дорожке».
В 1980 году, собираясь в Японию и понимая, что там «этого не купишь», Пол прихватил с собой марихуану. Позже он признавал, что это была «самая большая глупость», которую он совершил в своей карьере.

### Арест в Японии
16 января 1980 года Пол Маккартни был арестован в аэропорту Окура с 219 граммами марихуаны (обнаруженными в багаже Линды). Пол взял вину на себя и был подвергнут пятичасовому допросу, после чего оказался в камере, где ему отказали не только в возможности принять душ, но и в письменных принадлежностях. Министр юстиции Японии заявил, что по закону Маккартни грозит 7 лет тюрьмы. Пол провёл в камере 10 дней, после чего ему позволили вернуться на родину.
Если верить А. Голдману (автору книги «Жизни Джона Леннона», который ссылается на свидетельства Фреда Симана, сотрудника Джона), 15 января 1980 года Пол Маккартни, направляясь в Японию, похвастался Йоко Оно, что «разжился совершенно динамитной травкой». Последняя якобы и донесла на Пола, — по многим причинам, но прежде всего, потому, что не желала, чтобы тот останавливался в президентском номере отеля «Окура» (где до этого останавливались Ленноны). «Он собирается испортить нашу гостиничную карму. До сих пор у нас была великолепная карма в этом отеле, и мне очень неприятно сознавать, что они принесут туда свою заразу. Если Пол и Линда проведут там хотя бы одну ночь, мы больше не сможем вернуться в этот номер», — сказал (по утверждению Голдмана) сам Джон Леннон Фреду Симану в тот же вечер, добавив: «Она (Йоко) и Джон Грин взяли это дело на себя».
Год спустя Джон Грин (согласно книге А. Голдмана) рассказывал Джеффри Хантеру:
Она сказала, что сама устроила всё это. Она сообщила каким-то шишкам из японского правительства, что Маккартни очень высокомерно отзывался о японцах». Сэм Грин подтвердил этот рассказ, добавив: «Кто-то из её кузенов работал начальником таможни. Один звонок — и с Полом было покончено».
Однако тот же Джон Грин в своей книге «Dacota Days» утверждает нечто обратное: Йоко, по его словам, была искренне расстроена известием об аресте Пола — прежде всего потому, что опасалась, что это ввергнет Джона Леннона в депрессию, из которой тот только что вышел. Леннон же, как пишет Грин, был не столько подавлен, сколько возмущён происшествием («Меня бесит их низость… Это просто работа крошечной тщеславной гниды, которая показывает свою власть всему миру, зная: чем дольше он его продержит, тем дольше продлится его собственное могущество»).

## Увлечение живописью
В 1966 году Маккартни познакомился с владельцем галереи Робертом Фрезером, домой к которому приходили многие известные художники. Там Маккартни познакомился с Энди Уорхолом, Класом Олденбургом, Питером Блейком и Ричардом Гамильтоном и научился ценить искусство. Позднее Маккартни начал приобретать картины Рене Магритта и использовал выполненное Магриттом изображение яблока в логотипе студии Apple Records. Ныне ему принадлежат мольберт и очки Магритта.
Любовь к рисованию появилась у Маккартни после того, как он увидел, как рисует художник Виллем де Кунинг в принадлежащем тому амбаре на Лонг-Айленде. Маккартни занялся рисованием в 1983 году. В 1999 году он впервые выставил свои картины (в том числе выполненные им портреты Джона Леннона, Энди Уорхола и Дэвида Боуи) в городе Зигене в Германии, и включил в экспозицию фотографии, выполненные Линдой. Он предпочёл именно эту галерею, поскольку Вольфганг Саттнер (Wolfgang Suttner) (местный организатор выставок) был по-настоящему заинтересован его искусством, и уже положительная реакция публики привела к показу Маккартни его работ в британских галереях. Первая в Великобритании выставка работ Маккартни открылась в Бристоле, где экспонировалось более 500 полотен. До этого Маккартни, как и Леннон, полагал, что «писать картины разрешается только окончившим академию художеств».
В октябре 2000 года Йоко Оно и Маккартни представляли художественные выставки в Нью-Йорке и Лондоне. По словам Маккартни:

Мне предложили провести выставку моих картин в художественной галерее Уолкера (Walker Art Gallery) в Ливерпуле, где Джон и я провели много приятных дней после обеда. Поэтому я действительно полон энтузиазма. Я 15 лет никому не говорил о том, что рисую, но теперь я дебютирую.
Оригинальный текст (англ.)I've been offered an exhibition of my paintings at the Walker Art Gallery in Liverpool where John and I used to spend many a pleasant afternoon. So I'm really excited about it. I didn't tell anybody I painted for 15 years but now I'm out of the closet.

Пол Маккартни выступил также как художник почтовых марок, став автором серии из шести почтовых миниатюр острова Мэн, выпущенных 1 июля 2002 года, что является беспрецедентным событием в мировой истории эмиссий знаков почтовой оплаты.

## Дискография
- McCartney — 17 апреля 1970;
- Ram — 28 мая 1971 (с Линдой Маккартни);
- McCartney II — 16 мая 1980;
- Tug of War — 26 апреля 1982;
- Pipes of Peace — 31 октября 1983;
- Give My Regards to Broad Street — 22 октября 1984 (саундтрек);
- Press to Play — 1 сентября 1986
- Снова в СССР — 31 октября 1988 (в СССР) и 30 сентября 1991 (остальной мир);
- Flowers in the Dirt — 5 июня 1989;
- Unplugged (The Official Bootleg) — 20 мая 1991;
- Off the Ground — 1 февраля 1993;
- Flaming Pie — 5 мая 1997;
- Run Devil Run — 4 октября 1999;
- Driving Rain, 12 ноября 2001;
- Chaos and Creation in the Backyard, 12 сентября 2005;
- Memory Almost Full, 4 июня 2007;
- Ocean's Kingdom — 2011, музыка к балету;
- Kisses on the Bottom — 2012, альбом кавер-версий;
- New — 2013;
- Egypt Station — 7 сентября 2018;
- McCartney III — 18 декабря 2020.

#### С группойWings
- Wild Life, 7 декабря 1971;
- Red Rose Speedway, 4 мая 1973;
- Band on the Run, 7 декабря 1973;
- Venus and Mars, 30 мая 1975;
- Wings at the Speed of Sound, 26 марта 1976;
- London Town, 31 марта 1978;
- Back to the Egg, 8 июня 1979;
- One Hand Clapping, 14 июня 2024.

## Награды и почести
28 мая 2021 года Королевская почта планирует выпустить 12 специальных марок в честь Пола Маккартни: на восьми из них будут изображены обложки повлиявших на его музыкальную карьеру записанных вместе с Wings и сольных музыкальных альбомов («McCartney», «RAM», «Venus and Mars», «McCartney II», «Tug of War», «Flaming Pie», «Egypt Station» и «McCartney III»), на четырёх — фотографии времён студийной работы за три десятилетия («McCartney» (1970), «RAM» (1971), «McCartney II» (1980) и «Flaming Pie» (1997)). Вслед за Дэвидом Боуи (2017 год) и Элтоном Джоном (2019 году) Маккартни стал третьим сольным музыкальным исполнителем, получившим собственный специальный выпуск марок; в 2020 году этой почести была удостоена группа Queen. Royal Mail назвала марки «достойной данью уважения одной из самых любимых и почитаемых музыкальных икон Великобритании». Марки поступят в продажу в самых разных форматах: от презентационной упаковки до престижного сборника марок и изображений в рамках, их цена разнится от 1 до 1,7 фунта стерлингов.

### Государственные
- Орден Британской империи степени кавалера (4 июня 1965) — «член The Beatles»[241].
- Звание рыцаря-бакалавра с приставкой «сэр» к имени — «за заслуги в музыке»[242][243] (объявлено 31 декабря 1996, церемония посвящения проведена 11 марта 1997 г.[244]).
- Орден Кавалеров Почёта степени компаньона (16 июня 2017) — «за заслуги в музыке»[245].

### Иностранные
- Орден Габриэлы Мистраль степени командора (16 декабря 1993, Чили)[246].
- Премия центра Кеннеди (2010, США).
- Орден Солнца Перу степени кавалера Большого креста (9 мая 2011, Перу)[247].
- Орден Почётного легиона степени офицера (8 сентября 2012, Франция)[248][249][250].
- Премия Вольфа в области искусства (12 февраля 2018, Израиль)[251][252].

## В кинематографе

### Киновоплощения
- Род Калбертсон ("Рождение «Битлз», 1979)
- Гэри Бэквелл («Пятый в квартете», 1994; «История Линды Маккартни», 2000)
- Эйдан Куинн («Двое из нас», 2000)
- Томас Сангстер («Стать Джоном Ленноном», 2009)
- Эндрю Скотт («Леннон без прикрас», 2010)

### Роли, сыгранные Маккартни
- Дядя Джек («Пираты Карибского моря: Мертвецы не рассказывают сказки», 2017)

## Комментарии
1. ↑  В этом списке не учитываются благотворительные релизы; три из них опережают «Mull of Kintyre».
2. ↑  Много лет спустя, когда Маккартни посоветовал дочери Мэри познакомиться с Шекспиром в упрощённом изложении, та купила пособие. Увидев на обложке: Shakespeare Made Easy by Alan Durband, он пришёл в восторг от того, что таким образом «круг замкнулся».
3. ↑  Как позже вспоминал сам виновник, они всего лишь подожгли кондом, шутки ради подвесив его в качестве свечи в тёмной комнате, куда прибыли, чтобы забрать вещи. Импровизированный факел горел очень недолго, но Бруно ухватился за такую возможность, чтобы «изменникам» отомстить.
4. ↑  На этом, независимо друг от друга, настояли и Джордж Мартин, и остальные участники группы.
5. ↑  На церемонии вручения премии выступил оркестр Joe Loss and Orhestra, в котором солировал Росс Макманус, отец Элвиса Костелло, нововолнового музыканта, с которым Пол 20 лет спустя приступит к активному творческому сотрудничеству